# Lista planetelor minore: 196001–197000

## 196001–196100
| Denumire              | Denumire provizorie | Data descoperirii  | Locul descoperirii | Descoperitor(i)             |
| --------------------- | ------------------- | ------------------ | ------------------ | --------------------------- |
| 196001 –              | 2002 RX238          | 13 septembrie 2002 | Palomar            | R. Matson                   |
| 196002 –              | 2002 RU239          | 1 septembrie 2002  | Palomar            | S. F. Hönig                 |
| 196003 –              | 2002 RJ240          | 14 septembrie 2002 | Palomar            | R. Matson                   |
| 196004 –              | 2002 RN241          | 15 septembrie 2002 | Palomar            | S. F. Hönig                 |
| 196005 Róbertschiller | 2002 RS241          | 12 septembrie 2002 | Piszkéstető        | Piszkéstető                 |
| 196006 –              | 2002 RJ242          | 14 septembrie 2002 | Palomar            | R. Matson                   |
| 196007 –              | 2002 RT242          | 13 septembrie 2002 | Palomar            | NEAT                        |
| 196008 –              | 2002 RV242          | 5 septembrie 2002  | Haleakala          | NEAT                        |
| 196009 –              | 2002 RF248          | 13 septembrie 2002 | Palomar            | NEAT                        |
| 196010 –              | 2002 RP248          | 15 septembrie 2002 | Palomar            | NEAT                        |
| 196011 –              | 2002 RR250          | 3 septembrie 2002  | Haleakala          | NEAT                        |
| 196012 –              | 2002 RY250          | 9 septembrie 2002  | Palomar            | NEAT                        |
| 196013 –              | 2002 RN254          | 14 septembrie 2002 | Palomar            | NEAT                        |
| 196014 –              | 2002 RV258          | 14 septembrie 2002 | Palomar            | NEAT                        |
| 196015 –              | 2002 RD263          | 13 septembrie 2002 | Palomar            | NEAT                        |
| 196016 –              | 2002 RE263          | 13 septembrie 2002 | Palomar            | NEAT                        |
| 196017 –              | 2002 RH273          | 4 septembrie 2002  | Palomar            | NEAT                        |
| 196018 –              | 2002 RP279          | 15 septembrie 2002 | Palomar            | NEAT                        |
| 196019 –              | 2002 SM1            | 26 septembrie 2002 | Palomar            | NEAT                        |
| 196020 –              | 2002 SC2            | 26 septembrie 2002 | Palomar            | NEAT                        |
| 196021 –              | 2002 ST2            | 27 septembrie 2002 | Palomar            | NEAT                        |
| 196022 –              | 2002 SQ5            | 27 septembrie 2002 | Palomar            | NEAT                        |
| 196023 –              | 2002 SW6            | 27 septembrie 2002 | Palomar            | NEAT                        |
| 196024 –              | 2002 SB7            | 27 septembrie 2002 | Palomar            | NEAT                        |
| 196025 –              | 2002 SP9            | 27 septembrie 2002 | Palomar            | NEAT                        |
| 196026 –              | 2002 SL13           | 27 septembrie 2002 | Anderson Mesa      | LONEOS                      |
| 196027 –              | 2002 SB14           | 27 septembrie 2002 | Palomar            | NEAT                        |
| 196028 –              | 2002 SF14           | 27 septembrie 2002 | Palomar            | NEAT                        |
| 196029 –              | 2002 SL14           | 27 septembrie 2002 | Palomar            | NEAT                        |
| 196030 –              | 2002 SJ20           | 26 septembrie 2002 | Palomar            | NEAT                        |
| 196031 –              | 2002 SV20           | 26 septembrie 2002 | Palomar            | NEAT                        |
| 196032 –              | 2002 SH21           | 26 septembrie 2002 | Palomar            | NEAT                        |
| 196033 –              | 2002 SU21           | 26 septembrie 2002 | Palomar            | NEAT                        |
| 196034 –              | 2002 SV25           | 28 septembrie 2002 | Haleakala          | NEAT                        |
| 196035 Haraldbill     | 2002 SZ27           | 30 septembrie 2002 | Michael Adrian     | M. Kretlow                  |
| 196036 –              | 2002 SL40           | 30 septembrie 2002 | Haleakala          | NEAT                        |
| 196037 –              | 2002 SX42           | 28 septembrie 2002 | Haleakala          | NEAT                        |
| 196038 –              | 2002 SM43           | 28 septembrie 2002 | Haleakala          | NEAT                        |
| 196039 –              | 2002 SS44           | 29 septembrie 2002 | Haleakala          | NEAT                        |
| 196040 –              | 2002 SC45           | 29 septembrie 2002 | Haleakala          | NEAT                        |
| 196041 –              | 2002 SO48           | 30 septembrie 2002 | Socorro            | LINEAR                      |
| 196042 –              | 2002 SD49           | 30 septembrie 2002 | Socorro            | LINEAR                      |
| 196043 –              | 2002 ST49           | 30 septembrie 2002 | Socorro            | LINEAR                      |
| 196044 –              | 2002 SU50           | 30 septembrie 2002 | Socorro            | LINEAR                      |
| 196045 –              | 2002 SN53           | 19 septembrie 2002 | Anderson Mesa      | LONEOS                      |
| 196046 –              | 2002 SE56           | 30 septembrie 2002 | Socorro            | LINEAR                      |
| 196047 –              | 2002 SS57           | 30 septembrie 2002 | Haleakala          | NEAT                        |
| 196048 –              | 2002 SM60           | 16 septembrie 2002 | Palomar            | NEAT                        |
| 196049 –              | 2002 SS61           | 17 septembrie 2002 | Palomar            | NEAT                        |
| 196050 –              | 2002 SG63           | 16 septembrie 2002 | Palomar            | R. Matson                   |
| 196051 –              | 2002 SW65           | 16 septembrie 2002 | Palomar            | NEAT                        |
| 196052 –              | 2002 SB66           | 16 septembrie 2002 | Palomar            | NEAT                        |
| 196053 –              | 2002 SE68           | 26 septembrie 2002 | Palomar            | NEAT                        |
| 196054 –              | 2002 TK             | 1 octombrie 2002   | Anderson Mesa      | LONEOS                      |
| 196055 –              | 2002 TC1            | 1 octombrie 2002   | Anderson Mesa      | LONEOS                      |
| 196056 –              | 2002 TK2            | 1 octombrie 2002   | Anderson Mesa      | LONEOS                      |
| 196057 –              | 2002 TN12           | 1 octombrie 2002   | Anderson Mesa      | LONEOS                      |
| 196058 –              | 2002 TU15           | 2 octombrie 2002   | Socorro            | LINEAR                      |
| 196059 –              | 2002 TT16           | 2 octombrie 2002   | Socorro            | LINEAR                      |
| 196060 –              | 2002 TD20           | 2 octombrie 2002   | Socorro            | LINEAR                      |
| 196061 –              | 2002 TC26           | 2 octombrie 2002   | Socorro            | LINEAR                      |
| 196062 –              | 2002 TN33           | 2 octombrie 2002   | Socorro            | LINEAR                      |
| 196063 –              | 2002 TD34           | 2 octombrie 2002   | Socorro            | LINEAR                      |
| 196064 –              | 2002 TG34           | 2 octombrie 2002   | Socorro            | LINEAR                      |
| 196065 –              | 2002 TK38           | 2 octombrie 2002   | Socorro            | LINEAR                      |
| 196066 –              | 2002 TH45           | 2 octombrie 2002   | Haleakala          | NEAT                        |
| 196067 –              | 2002 TF55           | 2 octombrie 2002   | Haleakala          | NEAT                        |
| 196068 –              | 2002 TW55           | 2 octombrie 2002   | Socorro            | LINEAR                      |
| 196069 –              | 2002 TY62           | 3 octombrie 2002   | Campo Imperatore   | CINEOS                      |
| 196070 –              | 2002 TA65           | 2 octombrie 2002   | Kvistaberg         | Uppsala-DLR Asteroid Survey |
| 196071 –              | 2002 TE65           | 2 octombrie 2002   | Kvistaberg         | Uppsala-DLR Asteroid Survey |
| 196072 –              | 2002 TE69           | 9 octombrie 2002   | Socorro            | LINEAR                      |
| 196073 –              | 2002 TQ74           | 1 octombrie 2002   | Anderson Mesa      | LONEOS                      |
| 196074 –              | 2002 TT74           | 1 octombrie 2002   | Anderson Mesa      | LONEOS                      |
| 196075 –              | 2002 TD76           | 1 octombrie 2002   | Anderson Mesa      | LONEOS                      |
| 196076 –              | 2002 TL77           | 1 octombrie 2002   | Anderson Mesa      | LONEOS                      |
| 196077 –              | 2002 TT79           | 1 octombrie 2002   | Socorro            | LINEAR                      |
| 196078 –              | 2002 TH80           | 1 octombrie 2002   | Anderson Mesa      | LONEOS                      |
| 196079 –              | 2002 TN81           | 1 octombrie 2002   | Haleakala          | NEAT                        |
| 196080 –              | 2002 TX83           | 2 octombrie 2002   | Haleakala          | NEAT                        |
| 196081 –              | 2002 TO84           | 2 octombrie 2002   | Haleakala          | NEAT                        |
| 196082 –              | 2002 TB86           | 2 octombrie 2002   | Campo Imperatore   | CINEOS                      |
| 196083 –              | 2002 TH87           | 3 octombrie 2002   | Socorro            | LINEAR                      |
| 196084 –              | 2002 TH88           | 3 octombrie 2002   | Palomar            | NEAT                        |
| 196085 –              | 2002 TU88           | 3 octombrie 2002   | Palomar            | NEAT                        |
| 196086 –              | 2002 TD90           | 3 octombrie 2002   | Palomar            | NEAT                        |
| 196087 –              | 2002 TU96           | 1 octombrie 2002   | Anderson Mesa      | LONEOS                      |
| 196088 –              | 2002 TR99           | 4 octombrie 2002   | Socorro            | LINEAR                      |
| 196089 –              | 2002 TB102          | 4 octombrie 2002   | Socorro            | LINEAR                      |
| 196090 –              | 2002 TS102          | 4 octombrie 2002   | Socorro            | LINEAR                      |
| 196091 –              | 2002 TG103          | 4 octombrie 2002   | Socorro            | LINEAR                      |
| 196092 –              | 2002 TH113          | 3 octombrie 2002   | Palomar            | NEAT                        |
| 196093 –              | 2002 TW113          | 3 octombrie 2002   | Palomar            | NEAT                        |
| 196094 –              | 2002 TT117          | 3 octombrie 2002   | Palomar            | NEAT                        |
| 196095 –              | 2002 TR119          | 3 octombrie 2002   | Palomar            | NEAT                        |
| 196096 –              | 2002 TK120          | 3 octombrie 2002   | Palomar            | NEAT                        |
| 196097 –              | 2002 TP123          | 4 octombrie 2002   | Palomar            | NEAT                        |
| 196098 –              | 2002 TW123          | 4 octombrie 2002   | Palomar            | NEAT                        |
| 196099 –              | 2002 TE125          | 4 octombrie 2002   | Palomar            | NEAT                        |
| 196100 –              | 2002 TZ126          | 4 octombrie 2002   | Socorro            | LINEAR                      |

## 196101–196200
| Denumire | Denumire provizorie | Data descoperirii | Locul descoperirii | Descoperitor(i) |
| -------- | ------------------- | ----------------- | ------------------ | --------------- |
| 196101 – | 2002 TD127          | 4 octombrie 2002  | Palomar            | NEAT            |
| 196102 – | 2002 TA133          | 4 octombrie 2002  | Socorro            | LINEAR          |
| 196103 – | 2002 TX133          | 4 octombrie 2002  | Socorro            | LINEAR          |
| 196104 – | 2002 TC134          | 4 octombrie 2002  | Palomar            | NEAT            |
| 196105 – | 2002 TC137          | 4 octombrie 2002  | Anderson Mesa      | LONEOS          |
| 196106 – | 2002 TV142          | 4 octombrie 2002  | Socorro            | LINEAR          |
| 196107 – | 2002 TH145          | 3 octombrie 2002  | Socorro            | LINEAR          |
| 196108 – | 2002 TX147          | 5 octombrie 2002  | Palomar            | NEAT            |
| 196109 – | 2002 TS148          | 5 octombrie 2002  | Palomar            | NEAT            |
| 196110 – | 2002 TB157          | 5 octombrie 2002  | Palomar            | NEAT            |
| 196111 – | 2002 TM168          | 3 octombrie 2002  | Socorro            | LINEAR          |
| 196112 – | 2002 TH169          | 3 octombrie 2002  | Palomar            | NEAT            |
| 196113 – | 2002 TY169          | 3 octombrie 2002  | Palomar            | NEAT            |
| 196114 – | 2002 TD170          | 3 octombrie 2002  | Palomar            | NEAT            |
| 196115 – | 2002 TN170          | 3 octombrie 2002  | Palomar            | NEAT            |
| 196116 – | 2002 TY170          | 3 octombrie 2002  | Palomar            | NEAT            |
| 196117 – | 2002 TE173          | 4 octombrie 2002  | Socorro            | LINEAR          |
| 196118 – | 2002 TY173          | 4 octombrie 2002  | Socorro            | LINEAR          |
| 196119 – | 2002 TO174          | 4 octombrie 2002  | Socorro            | LINEAR          |
| 196120 – | 2002 TA178          | 11 octombrie 2002 | Palomar            | NEAT            |
| 196121 – | 2002 TW185          | 4 octombrie 2002  | Socorro            | LINEAR          |
| 196122 – | 2002 TL193          | 3 octombrie 2002  | Socorro            | LINEAR          |
| 196123 – | 2002 TN193          | 3 octombrie 2002  | Socorro            | LINEAR          |
| 196124 – | 2002 TU194          | 3 octombrie 2002  | Socorro            | LINEAR          |
| 196125 – | 2002 TM202          | 4 octombrie 2002  | Socorro            | LINEAR          |
| 196126 – | 2002 TE206          | 4 octombrie 2002  | Socorro            | LINEAR          |
| 196127 – | 2002 TP206          | 4 octombrie 2002  | Socorro            | LINEAR          |
| 196128 – | 2002 TQ206          | 4 octombrie 2002  | Socorro            | LINEAR          |
| 196129 – | 2002 TT210          | 7 octombrie 2002  | Socorro            | LINEAR          |
| 196130 – | 2002 TK213          | 3 octombrie 2002  | Socorro            | LINEAR          |
| 196131 – | 2002 TE225          | 8 octombrie 2002  | Anderson Mesa      | LONEOS          |
| 196132 – | 2002 TG231          | 8 octombrie 2002  | Palomar            | NEAT            |
| 196133 – | 2002 TO238          | 7 octombrie 2002  | Socorro            | LINEAR          |
| 196134 – | 2002 TH240          | 9 octombrie 2002  | Socorro            | LINEAR          |
| 196135 – | 2002 TZ244          | 7 octombrie 2002  | Socorro            | LINEAR          |
| 196136 – | 2002 TW247          | 7 octombrie 2002  | Palomar            | NEAT            |
| 196137 – | 2002 TR248          | 7 octombrie 2002  | Socorro            | LINEAR          |
| 196138 – | 2002 TX253          | 9 octombrie 2002  | Socorro            | LINEAR          |
| 196139 – | 2002 TW261          | 10 octombrie 2002 | Palomar            | NEAT            |
| 196140 – | 2002 TO264          | 10 octombrie 2002 | Socorro            | LINEAR          |
| 196141 – | 2002 TL268          | 9 octombrie 2002  | Socorro            | LINEAR          |
| 196142 – | 2002 TB270          | 9 octombrie 2002  | Socorro            | LINEAR          |
| 196143 – | 2002 TZ270          | 9 octombrie 2002  | Socorro            | LINEAR          |
| 196144 – | 2002 TE274          | 9 octombrie 2002  | Socorro            | LINEAR          |
| 196145 – | 2002 TU279          | 10 octombrie 2002 | Socorro            | LINEAR          |
| 196146 – | 2002 TY281          | 10 octombrie 2002 | Socorro            | LINEAR          |
| 196147 – | 2002 TX294          | 13 octombrie 2002 | Palomar            | NEAT            |
| 196148 – | 2002 TE317          | 5 octombrie 2002  | Apache Point       | SDSS            |
| 196149 – | 2002 TG319          | 5 octombrie 2002  | Apache Point       | SDSS            |
| 196150 – | 2002 TT337          | 5 octombrie 2002  | Apache Point       | SDSS            |
| 196151 – | 2002 UG7            | 28 octombrie 2002 | Palomar            | NEAT            |
| 196152 – | 2002 UG9            | 28 octombrie 2002 | Palomar            | NEAT            |
| 196153 – | 2002 UO31           | 30 octombrie 2002 | Haleakala          | NEAT            |
| 196154 – | 2002 UH47           | 31 octombrie 2002 | Socorro            | LINEAR          |
| 196155 – | 2002 UJ51           | 29 octombrie 2002 | Apache Point       | SDSS            |
| 196156 – | 2002 UM61           | 30 octombrie 2002 | Apache Point       | SDSS            |
| 196157 – | 2002 UV61           | 30 octombrie 2002 | Apache Point       | SDSS            |
| 196158 – | 2002 VV8            | 1 noiembrie 2002  | Socorro            | LINEAR          |
| 196159 – | 2002 VT17           | 7 noiembrie 2002  | Socorro            | LINEAR          |
| 196160 – | 2002 VW26           | 5 noiembrie 2002  | Socorro            | LINEAR          |
| 196161 – | 2002 VM37           | 4 noiembrie 2002  | Palomar            | NEAT            |
| 196162 – | 2002 VW41           | 5 noiembrie 2002  | Palomar            | NEAT            |
| 196163 – | 2002 VD43           | 4 noiembrie 2002  | Palomar            | NEAT            |
| 196164 – | 2002 VZ46           | 5 noiembrie 2002  | Palomar            | NEAT            |
| 196165 – | 2002 VV51           | 6 noiembrie 2002  | Anderson Mesa      | LONEOS          |
| 196166 – | 2002 VE54           | 6 noiembrie 2002  | Socorro            | LINEAR          |
| 196167 – | 2002 VO57           | 6 noiembrie 2002  | Haleakala          | NEAT            |
| 196168 – | 2002 VW62           | 6 noiembrie 2002  | Socorro            | LINEAR          |
| 196169 – | 2002 VF69           | 8 noiembrie 2002  | Socorro            | LINEAR          |
| 196170 – | 2002 VZ80           | 7 noiembrie 2002  | Socorro            | LINEAR          |
| 196171 – | 2002 VH96           | 11 noiembrie 2002 | Socorro            | LINEAR          |
| 196172 – | 2002 VZ99           | 10 noiembrie 2002 | Socorro            | LINEAR          |
| 196173 – | 2002 VT118          | 12 noiembrie 2002 | Socorro            | LINEAR          |
| 196174 – | 2002 WQ11           | 28 noiembrie 2002 | Anderson Mesa      | LONEOS          |
| 196175 – | 2002 XR2            | 1 decembrie 2002  | Socorro            | LINEAR          |
| 196176 – | 2002 XQ6            | 1 decembrie 2002  | Haleakala          | NEAT            |
| 196177 – | 2002 XY7            | 2 decembrie 2002  | Socorro            | LINEAR          |
| 196178 – | 2002 XA49           | 10 decembrie 2002 | Socorro            | LINEAR          |
| 196179 – | 2002 XZ60           | 10 decembrie 2002 | Socorro            | LINEAR          |
| 196180 – | 2002 XH86           | 11 decembrie 2002 | Socorro            | LINEAR          |
| 196181 – | 2002 XE116          | 7 decembrie 2002  | Apache Point       | SDSS            |
| 196182 – | 2002 YP10           | 31 decembrie 2002 | Socorro            | LINEAR          |
| 196183 – | 2002 YQ11           | 31 decembrie 2002 | Socorro            | LINEAR          |
| 196184 – | 2002 YP13           | 31 decembrie 2002 | Socorro            | LINEAR          |
| 196185 – | 2002 YB29           | 31 decembrie 2002 | Socorro            | LINEAR          |
| 196186 – | 2002 YF31           | 31 decembrie 2002 | Socorro            | LINEAR          |
| 196187 – | 2002 YB32           | 31 decembrie 2002 | Kitt Peak          | Spacewatch      |
| 196188 – | 2003 AS4            | 1 ianuarie 2003   | Kingsnake          | J. V. McClusky  |
| 196189 – | 2003 AG28           | 4 ianuarie 2003   | Socorro            | LINEAR          |
| 196190 – | 2003 AC29           | 4 ianuarie 2003   | Socorro            | LINEAR          |
| 196191 – | 2003 AX34           | 7 ianuarie 2003   | Socorro            | LINEAR          |
| 196192 – | 2003 AN39           | 7 ianuarie 2003   | Socorro            | LINEAR          |
| 196193 – | 2003 AD40           | 7 ianuarie 2003   | Socorro            | LINEAR          |
| 196194 – | 2003 AZ43           | 5 ianuarie 2003   | Socorro            | LINEAR          |
| 196195 – | 2003 AW49           | 5 ianuarie 2003   | Socorro            | LINEAR          |
| 196196 – | 2003 AU57           | 5 ianuarie 2003   | Socorro            | LINEAR          |
| 196197 – | 2003 AC75           | 10 ianuarie 2003  | Socorro            | LINEAR          |
| 196198 – | 2003 AF94           | 5 ianuarie 2003   | Socorro            | LINEAR          |
| 196199 – | 2003 BA             | 16 ianuarie 2003  | Palomar            | NEAT            |
| 196200 – | 2003 BZ1            | 25 ianuarie 2003  | Anderson Mesa      | LONEOS          |

## 196201–196300
| Denumire | Denumire provizorie | Data descoperirii | Locul descoperirii | Descoperitor(i)    |
| -------- | ------------------- | ----------------- | ------------------ | ------------------ |
| 196201 – | 2003 BP7            | 26 ianuarie 2003  | Kitt Peak          | Spacewatch         |
| 196202 – | 2003 BL9            | 26 ianuarie 2003  | Palomar            | NEAT               |
| 196203 – | 2003 BB10           | 26 ianuarie 2003  | Palomar            | NEAT               |
| 196204 – | 2003 BQ12           | 26 ianuarie 2003  | Anderson Mesa      | LONEOS             |
| 196205 – | 2003 BQ15           | 26 ianuarie 2003  | Anderson Mesa      | LONEOS             |
| 196206 – | 2003 BM17           | 26 ianuarie 2003  | Haleakala          | NEAT               |
| 196207 – | 2003 BC19           | 27 ianuarie 2003  | Palomar            | NEAT               |
| 196208 – | 2003 BG20           | 27 ianuarie 2003  | Anderson Mesa      | LONEOS             |
| 196209 – | 2003 BY21           | 27 ianuarie 2003  | Socorro            | LINEAR             |
| 196210 – | 2003 BM25           | 25 ianuarie 2003  | Palomar            | NEAT               |
| 196211 – | 2003 BT30           | 27 ianuarie 2003  | Socorro            | LINEAR             |
| 196212 – | 2003 BV31           | 27 ianuarie 2003  | Socorro            | LINEAR             |
| 196213 – | 2003 BL32           | 27 ianuarie 2003  | Socorro            | LINEAR             |
| 196214 – | 2003 BD37           | 28 ianuarie 2003  | Kitt Peak          | Spacewatch         |
| 196215 – | 2003 BG38           | 27 ianuarie 2003  | Anderson Mesa      | LONEOS             |
| 196216 – | 2003 BA42           | 27 ianuarie 2003  | Socorro            | LINEAR             |
| 196217 – | 2003 BR42           | 29 ianuarie 2003  | Palomar            | NEAT               |
| 196218 – | 2003 BH44           | 27 ianuarie 2003  | Socorro            | LINEAR             |
| 196219 – | 2003 BF46           | 27 ianuarie 2003  | Socorro            | LINEAR             |
| 196220 – | 2003 BK51           | 27 ianuarie 2003  | Socorro            | LINEAR             |
| 196221 – | 2003 BM52           | 27 ianuarie 2003  | Socorro            | LINEAR             |
| 196222 – | 2003 BW52           | 27 ianuarie 2003  | Anderson Mesa      | LONEOS             |
| 196223 – | 2003 BO53           | 27 ianuarie 2003  | Socorro            | LINEAR             |
| 196224 – | 2003 BA55           | 27 ianuarie 2003  | Haleakala          | NEAT               |
| 196225 – | 2003 BD57           | 27 ianuarie 2003  | Socorro            | LINEAR             |
| 196226 – | 2003 BS61           | 28 ianuarie 2003  | Socorro            | LINEAR             |
| 196227 – | 2003 BR63           | 28 ianuarie 2003  | Palomar            | NEAT               |
| 196228 – | 2003 BM64           | 29 ianuarie 2003  | Palomar            | NEAT               |
| 196229 – | 2003 BC67           | 30 ianuarie 2003  | Haleakala          | NEAT               |
| 196230 – | 2003 BO80           | 31 ianuarie 2003  | Socorro            | LINEAR             |
| 196231 – | 2003 BL82           | 31 ianuarie 2003  | Socorro            | LINEAR             |
| 196232 – | 2003 BN84           | 30 ianuarie 2003  | Anderson Mesa      | LONEOS             |
| 196233 – | 2003 BC92           | 25 ianuarie 2003  | Kitt Peak          | Spacewatch         |
| 196234 – | 2003 CH2            | 1 februarie 2003  | Socorro            | LINEAR             |
| 196235 – | 2003 CJ2            | 1 februarie 2003  | Socorro            | LINEAR             |
| 196236 – | 2003 CV2            | 2 februarie 2003  | Socorro            | LINEAR             |
| 196237 – | 2003 CL10           | 2 februarie 2003  | Socorro            | LINEAR             |
| 196238 – | 2003 CY10           | 3 februarie 2003  | Anderson Mesa      | LONEOS             |
| 196239 – | 2003 CZ17           | 7 februarie 2003  | Desert Eagle       | W. K. Y. Yeung     |
| 196240 – | 2003 CH18           | 8 februarie 2003  | Socorro            | LINEAR             |
| 196241 – | 2003 CT19           | 8 februarie 2003  | Socorro            | LINEAR             |
| 196242 – | 2003 CV21           | 3 februarie 2003  | Socorro            | LINEAR             |
| 196243 – | 2003 DS2            | 22 februarie 2003 | Desert Eagle       | W. K. Y. Yeung     |
| 196244 – | 2003 DH8            | 22 februarie 2003 | Palomar            | NEAT               |
| 196245 – | 2003 DB9            | 24 februarie 2003 | Campo Imperatore   | CINEOS             |
| 196246 – | 2003 DL9            | 24 februarie 2003 | Campo Imperatore   | CINEOS             |
| 196247 – | 2003 DP9            | 25 februarie 2003 | Campo Imperatore   | CINEOS             |
| 196248 – | 2003 DX13           | 26 februarie 2003 | Haleakala          | NEAT               |
| 196249 – | 2003 DA14           | 26 februarie 2003 | Haleakala          | NEAT               |
| 196250 – | 2003 DN17           | 22 februarie 2003 | Goodricke-Pigott   | J. W. Kessel       |
| 196251 – | 2003 DL21           | 23 februarie 2003 | Anderson Mesa      | LONEOS             |
| 196252 – | 2003 DY23           | 23 februarie 2003 | Anderson Mesa      | LONEOS             |
| 196253 – | 2003 DC24           | 22 februarie 2003 | Palomar            | NEAT               |
| 196254 – | 2003 DU24           | 23 februarie 2003 | Kitt Peak          | Spacewatch         |
| 196255 – | 2003 EZ             | 5 martie 2003     | Socorro            | LINEAR             |
| 196256   | 2003 EH1            | 6 martie 2003     | Anderson Mesa      | LONEOS             |
| 196257 – | 2003 EM3            | 6 martie 2003     | Socorro            | LINEAR             |
| 196258 – | 2003 EM5            | 5 martie 2003     | Socorro            | LINEAR             |
| 196259 – | 2003 ED6            | 6 martie 2003     | Anderson Mesa      | LONEOS             |
| 196260 – | 2003 EE7            | 6 martie 2003     | Anderson Mesa      | LONEOS             |
| 196261 – | 2003 EQ9            | 6 martie 2003     | Anderson Mesa      | LONEOS             |
| 196262 – | 2003 EK10           | 6 martie 2003     | Socorro            | LINEAR             |
| 196263 – | 2003 EW10           | 6 martie 2003     | Socorro            | LINEAR             |
| 196264 – | 2003 EE11           | 6 martie 2003     | Socorro            | LINEAR             |
| 196265 – | 2003 EF11           | 6 martie 2003     | Socorro            | LINEAR             |
| 196266 – | 2003 EC12           | 6 martie 2003     | Socorro            | LINEAR             |
| 196267 – | 2003 EF12           | 6 martie 2003     | Socorro            | LINEAR             |
| 196268 – | 2003 ES15           | 7 martie 2003     | Socorro            | LINEAR             |
| 196269 – | 2003 EG17           | 5 martie 2003     | Socorro            | LINEAR             |
| 196270 – | 2003 EK19           | 6 martie 2003     | Anderson Mesa      | LONEOS             |
| 196271 – | 2003 ED20           | 6 martie 2003     | Anderson Mesa      | LONEOS             |
| 196272 – | 2003 EE21           | 6 martie 2003     | Anderson Mesa      | LONEOS             |
| 196273 – | 2003 EC22           | 6 martie 2003     | Socorro            | LINEAR             |
| 196274 – | 2003 ET22           | 6 martie 2003     | Socorro            | LINEAR             |
| 196275 – | 2003 EJ23           | 6 martie 2003     | Socorro            | LINEAR             |
| 196276 – | 2003 EP24           | 6 martie 2003     | Socorro            | LINEAR             |
| 196277 – | 2003 EH26           | 6 martie 2003     | Anderson Mesa      | LONEOS             |
| 196278 – | 2003 ES26           | 6 martie 2003     | Anderson Mesa      | LONEOS             |
| 196279 – | 2003 ET28           | 6 martie 2003     | Socorro            | LINEAR             |
| 196280 – | 2003 EL29           | 6 martie 2003     | Socorro            | LINEAR             |
| 196281 – | 2003 EM29           | 6 martie 2003     | Socorro            | LINEAR             |
| 196282 – | 2003 EX31           | 7 martie 2003     | Socorro            | LINEAR             |
| 196283 – | 2003 ES33           | 7 martie 2003     | Anderson Mesa      | LONEOS             |
| 196284 – | 2003 EO36           | 7 martie 2003     | Anderson Mesa      | LONEOS             |
| 196285 – | 2003 ET41           | 6 martie 2003     | Socorro            | LINEAR             |
| 196286 – | 2003 ED45           | 7 martie 2003     | Socorro            | LINEAR             |
| 196287 – | 2003 EQ45           | 7 martie 2003     | Socorro            | LINEAR             |
| 196288 – | 2003 EU48           | 9 martie 2003     | Socorro            | LINEAR             |
| 196289 – | 2003 EZ48           | 9 martie 2003     | Socorro            | LINEAR             |
| 196290 – | 2003 EP49           | 10 martie 2003    | Anderson Mesa      | LONEOS             |
| 196291 – | 2003 EP50           | 9 martie 2003     | Socorro            | LINEAR             |
| 196292 – | 2003 ES52           | 8 martie 2003     | Socorro            | LINEAR             |
| 196293 – | 2003 EV58           | 11 martie 2003    | Palomar            | NEAT               |
| 196294 – | 2003 ER59           | 12 martie 2003    | Palomar            | NEAT               |
| 196295 – | 2003 EP61           | 6 martie 2003     | Anderson Mesa      | LONEOS             |
| 196296 – | 2003 EY61           | 12 martie 2003    | Kitt Peak          | Spacewatch         |
| 196297   | 2003 FA             | 21 martie 2003    | Wrightwood         | J. W. Young        |
| 196298 – | 2003 FQ             | 22 martie 2003    | Kleť               | J. Tichá, M. Tichý |
| 196299 – | 2003 FN1            | 24 martie 2003    | Haleakala          | NEAT               |
| 196300 – | 2003 FW3            | 23 martie 2003    | Haleakala          | NEAT               |

## 196301–196400
| Denumire | Denumire provizorie | Data descoperirii | Locul descoperirii | Descoperitor(i) |
| -------- | ------------------- | ----------------- | ------------------ | --------------- |
| 196301 – | 2003 FG6            | 27 martie 2003    | Campo Imperatore   | CINEOS          |
| 196302 – | 2003 FJ10           | 23 martie 2003    | Kitt Peak          | Spacewatch      |
| 196303 – | 2003 FG12           | 24 martie 2003    | Kitt Peak          | Spacewatch      |
| 196304 – | 2003 FY14           | 23 martie 2003    | Catalina           | CSS             |
| 196305 – | 2003 FN15           | 23 martie 2003    | Kitt Peak          | Spacewatch      |
| 196306 – | 2003 FT16           | 23 martie 2003    | Haleakala          | NEAT            |
| 196307 – | 2003 FL19           | 25 martie 2003    | Palomar            | NEAT            |
| 196308 – | 2003 FX23           | 23 martie 2003    | Kitt Peak          | Spacewatch      |
| 196309 – | 2003 FD24           | 23 martie 2003    | Kitt Peak          | Spacewatch      |
| 196310 – | 2003 FO24           | 23 martie 2003    | Haleakala          | NEAT            |
| 196311 – | 2003 FV28           | 24 martie 2003    | Haleakala          | NEAT            |
| 196312 – | 2003 FB29           | 24 martie 2003    | Haleakala          | NEAT            |
| 196313 – | 2003 FF31           | 23 martie 2003    | Palomar            | NEAT            |
| 196314 – | 2003 FF34           | 23 martie 2003    | Kitt Peak          | Spacewatch      |
| 196315 – | 2003 FR34           | 23 martie 2003    | Kitt Peak          | Spacewatch      |
| 196316 – | 2003 FZ34           | 23 martie 2003    | Kitt Peak          | Spacewatch      |
| 196317 – | 2003 FR37           | 23 martie 2003    | Kitt Peak          | Spacewatch      |
| 196318 – | 2003 FZ37           | 23 martie 2003    | Kitt Peak          | Spacewatch      |
| 196319 – | 2003 FB39           | 23 martie 2003    | Haleakala          | NEAT            |
| 196320 – | 2003 FE40           | 24 martie 2003    | Kitt Peak          | Spacewatch      |
| 196321 – | 2003 FU41           | 25 martie 2003    | Haleakala          | NEAT            |
| 196322 – | 2003 FY41           | 26 martie 2003    | Kitt Peak          | Spacewatch      |
| 196323 – | 2003 FT42           | 23 martie 2003    | Kitt Peak          | Spacewatch      |
| 196324 – | 2003 FV43           | 23 martie 2003    | Kitt Peak          | Spacewatch      |
| 196325 – | 2003 FL47           | 24 martie 2003    | Kitt Peak          | Spacewatch      |
| 196326 – | 2003 FM49           | 24 martie 2003    | Haleakala          | NEAT            |
| 196327 – | 2003 FE51           | 25 martie 2003    | Palomar            | NEAT            |
| 196328 – | 2003 FB54           | 25 martie 2003    | Haleakala          | NEAT            |
| 196329 – | 2003 FW54           | 25 martie 2003    | Haleakala          | NEAT            |
| 196330 – | 2003 FN55           | 26 martie 2003    | Palomar            | NEAT            |
| 196331 – | 2003 FY56           | 26 martie 2003    | Palomar            | NEAT            |
| 196332 – | 2003 FM58           | 26 martie 2003    | Palomar            | NEAT            |
| 196333 – | 2003 FS60           | 26 martie 2003    | Palomar            | NEAT            |
| 196334 – | 2003 FM64           | 26 martie 2003    | Palomar            | NEAT            |
| 196335 – | 2003 FH68           | 26 martie 2003    | Palomar            | NEAT            |
| 196336 – | 2003 FN71           | 26 martie 2003    | Kitt Peak          | Spacewatch      |
| 196337 – | 2003 FG73           | 26 martie 2003    | Haleakala          | NEAT            |
| 196338 – | 2003 FB74           | 26 martie 2003    | Haleakala          | NEAT            |
| 196339 – | 2003 FM76           | 27 martie 2003    | Palomar            | NEAT            |
| 196340 – | 2003 FH78           | 27 martie 2003    | Kitt Peak          | Spacewatch      |
| 196341 – | 2003 FV78           | 27 martie 2003    | Kitt Peak          | Spacewatch      |
| 196342 – | 2003 FP79           | 27 martie 2003    | Socorro            | LINEAR          |
| 196343 – | 2003 FA83           | 27 martie 2003    | Palomar            | NEAT            |
| 196344 – | 2003 FJ83           | 27 martie 2003    | Palomar            | NEAT            |
| 196345 – | 2003 FB84           | 28 martie 2003    | Kitt Peak          | Spacewatch      |
| 196346 – | 2003 FU88           | 28 martie 2003    | Anderson Mesa      | LONEOS          |
| 196347 – | 2003 FA89           | 29 martie 2003    | Anderson Mesa      | LONEOS          |
| 196348 – | 2003 FS89           | 29 martie 2003    | Anderson Mesa      | LONEOS          |
| 196349 – | 2003 FC90           | 29 martie 2003    | Anderson Mesa      | LONEOS          |
| 196350 – | 2003 FM90           | 29 martie 2003    | Anderson Mesa      | LONEOS          |
| 196351 – | 2003 FC91           | 29 martie 2003    | Anderson Mesa      | LONEOS          |
| 196352 – | 2003 FG96           | 30 martie 2003    | Socorro            | LINEAR          |
| 196353 – | 2003 FC101          | 31 martie 2003    | Anderson Mesa      | LONEOS          |
| 196354 – | 2003 FL102          | 31 martie 2003    | Kitt Peak          | Spacewatch      |
| 196355 – | 2003 FB103          | 31 martie 2003    | Kitt Peak          | Spacewatch      |
| 196356 – | 2003 FV103          | 24 martie 2003    | Kitt Peak          | Spacewatch      |
| 196357 – | 2003 FD104          | 25 martie 2003    | Haleakala          | NEAT            |
| 196358 – | 2003 FT104          | 25 martie 2003    | Haleakala          | NEAT            |
| 196359 – | 2003 FE105          | 26 martie 2003    | Kitt Peak          | Spacewatch      |
| 196360 – | 2003 FR106          | 27 martie 2003    | Anderson Mesa      | LONEOS          |
| 196361 – | 2003 FS106          | 27 martie 2003    | Anderson Mesa      | LONEOS          |
| 196362 – | 2003 FT108          | 31 martie 2003    | Anderson Mesa      | LONEOS          |
| 196363 – | 2003 FA109          | 31 martie 2003    | Anderson Mesa      | LONEOS          |
| 196364 – | 2003 FX110          | 30 martie 2003    | Kitt Peak          | Spacewatch      |
| 196365 – | 2003 FX113          | 31 martie 2003    | Socorro            | LINEAR          |
| 196366 – | 2003 FY113          | 31 martie 2003    | Socorro            | LINEAR          |
| 196367 – | 2003 FA114          | 31 martie 2003    | Socorro            | LINEAR          |
| 196368 – | 2003 FO114          | 31 martie 2003    | Socorro            | LINEAR          |
| 196369 – | 2003 FY115          | 31 martie 2003    | Socorro            | LINEAR          |
| 196370 – | 2003 FL117          | 25 martie 2003    | Palomar            | NEAT            |
| 196371 – | 2003 FA118          | 25 martie 2003    | Palomar            | NEAT            |
| 196372 – | 2003 FH119          | 26 martie 2003    | Anderson Mesa      | LONEOS          |
| 196373 – | 2003 FO127          | 27 martie 2003    | Palomar            | NEAT            |
| 196374 – | 2003 FO130          | 25 martie 2003    | Palomar            | NEAT            |
| 196375 – | 2003 FR131          | 27 martie 2003    | Kitt Peak          | Spacewatch      |
| 196376 – | 2003 GM1            | 1 aprilie 2003    | Socorro            | LINEAR          |
| 196377 – | 2003 GM2            | 1 aprilie 2003    | Socorro            | LINEAR          |
| 196378 – | 2003 GU2            | 1 aprilie 2003    | Palomar            | NEAT            |
| 196379 – | 2003 GE3            | 1 aprilie 2003    | Socorro            | LINEAR          |
| 196380 – | 2003 GM3            | 1 aprilie 2003    | Socorro            | LINEAR          |
| 196381 – | 2003 GZ3            | 1 aprilie 2003    | Socorro            | LINEAR          |
| 196382 – | 2003 GZ4            | 1 aprilie 2003    | Socorro            | LINEAR          |
| 196383 – | 2003 GC5            | 1 aprilie 2003    | Socorro            | LINEAR          |
| 196384 – | 2003 GW5            | 1 aprilie 2003    | Socorro            | LINEAR          |
| 196385 – | 2003 GM6            | 2 aprilie 2003    | Socorro            | LINEAR          |
| 196386 – | 2003 GR6            | 2 aprilie 2003    | Haleakala          | NEAT            |
| 196387 – | 2003 GU6            | 2 aprilie 2003    | Haleakala          | NEAT            |
| 196388 – | 2003 GS8            | 1 aprilie 2003    | Socorro            | LINEAR          |
| 196389 – | 2003 GG11           | 3 aprilie 2003    | Anderson Mesa      | LONEOS          |
| 196390 – | 2003 GZ12           | 1 aprilie 2003    | Socorro            | LINEAR          |
| 196391 – | 2003 GQ19           | 4 aprilie 2003    | Kitt Peak          | Spacewatch      |
| 196392 – | 2003 GX22           | 3 aprilie 2003    | Anderson Mesa      | LONEOS          |
| 196393 – | 2003 GD23           | 4 aprilie 2003    | Socorro            | LINEAR          |
| 196394 – | 2003 GL23           | 4 aprilie 2003    | Anderson Mesa      | LONEOS          |
| 196395 – | 2003 GE24           | 5 aprilie 2003    | Kitt Peak          | Spacewatch      |
| 196396 – | 2003 GH24           | 7 aprilie 2003    | Kitt Peak          | Spacewatch      |
| 196397 – | 2003 GS25           | 4 aprilie 2003    | Kitt Peak          | Spacewatch      |
| 196398 – | 2003 GW27           | 7 aprilie 2003    | Socorro            | LINEAR          |
| 196399 – | 2003 GE32           | 8 aprilie 2003    | Socorro            | LINEAR          |
| 196400 – | 2003 GM32           | 8 aprilie 2003    | Socorro            | LINEAR          |

## 196401–196500
| Denumire            | Denumire provizorie | Data descoperirii | Locul descoperirii | Descoperitor(i)                 |
| ------------------- | ------------------- | ----------------- | ------------------ | ------------------------------- |
| 196401 –            | 2003 GM33           | 3 aprilie 2003    | Cerro Tololo       | Deep Lens Survey                |
| 196402 –            | 2003 GN34           | 7 aprilie 2003    | Socorro            | LINEAR                          |
| 196403 –            | 2003 GW34           | 7 aprilie 2003    | Kvistaberg         | Uppsala-DLR Asteroid Survey     |
| 196404 –            | 2003 GO37           | 7 aprilie 2003    | Socorro            | LINEAR                          |
| 196405 –            | 2003 GX37           | 8 aprilie 2003    | Socorro            | LINEAR                          |
| 196406 –            | 2003 GF42           | 4 aprilie 2003    | Goodricke-Pigott   | J. W. Kessel                    |
| 196407 –            | 2003 GM46           | 8 aprilie 2003    | Palomar            | NEAT                            |
| 196408 –            | 2003 GW47           | 8 aprilie 2003    | Socorro            | LINEAR                          |
| 196409 –            | 2003 GN48           | 9 aprilie 2003    | Palomar            | NEAT                            |
| 196410 –            | 2003 GN49           | 10 aprilie 2003   | Kitt Peak          | Spacewatch                      |
| 196411 –            | 2003 GW51           | 1 aprilie 2003    | Kitt Peak          | M. W. Buie                      |
| 196412 –            | 2003 GK54           | 1 aprilie 2003    | Goodricke-Pigott   | R. A. Tucker                    |
| 196413 –            | 2003 GS54           | 3 aprilie 2003    | Anderson Mesa      | LONEOS                          |
| 196414 –            | 2003 GS55           | 5 aprilie 2003    | Kitt Peak          | Spacewatch                      |
| 196415              | 2003 HE             | 21 aprilie 2003   | Siding Spring      | R. H. McNaught                  |
| 196416 –            | 2003 HP1            | 23 aprilie 2003   | Campo Imperatore   | CINEOS                          |
| 196417 –            | 2003 HP2            | 21 aprilie 2003   | Catalina           | CSS                             |
| 196418 –            | 2003 HX5            | 24 aprilie 2003   | Haleakala          | NEAT                            |
| 196419 –            | 2003 HF9            | 24 aprilie 2003   | Anderson Mesa      | LONEOS                          |
| 196420 –            | 2003 HO9            | 24 aprilie 2003   | Anderson Mesa      | LONEOS                          |
| 196421 –            | 2003 HS9            | 25 aprilie 2003   | Kitt Peak          | Spacewatch                      |
| 196422 –            | 2003 HF11           | 26 aprilie 2003   | Kitt Peak          | Spacewatch                      |
| 196423 –            | 2003 HL12           | 26 aprilie 2003   | Kitt Peak          | Spacewatch                      |
| 196424 –            | 2003 HJ14           | 26 aprilie 2003   | Socorro            | LINEAR                          |
| 196425 –            | 2003 HA20           | 26 aprilie 2003   | Haleakala          | NEAT                            |
| 196426 –            | 2003 HB20           | 26 aprilie 2003   | Haleakala          | NEAT                            |
| 196427 –            | 2003 HG20           | 26 aprilie 2003   | Haleakala          | NEAT                            |
| 196428 –            | 2003 HJ20           | 24 aprilie 2003   | Anderson Mesa      | LONEOS                          |
| 196429 –            | 2003 HS20           | 24 aprilie 2003   | Anderson Mesa      | LONEOS                          |
| 196430 –            | 2003 HE21           | 25 aprilie 2003   | Anderson Mesa      | LONEOS                          |
| 196431 –            | 2003 HB22           | 27 aprilie 2003   | Anderson Mesa      | LONEOS                          |
| 196432 –            | 2003 HA28           | 26 aprilie 2003   | Kitt Peak          | Spacewatch                      |
| 196433 –            | 2003 HO28           | 26 aprilie 2003   | Haleakala          | NEAT                            |
| 196434 –            | 2003 HW29           | 28 aprilie 2003   | Anderson Mesa      | LONEOS                          |
| 196435 –            | 2003 HD30           | 28 aprilie 2003   | Anderson Mesa      | LONEOS                          |
| 196436 –            | 2003 HL30           | 28 aprilie 2003   | Socorro            | LINEAR                          |
| 196437 –            | 2003 HU31           | 28 aprilie 2003   | Socorro            | LINEAR                          |
| 196438 –            | 2003 HM33           | 26 aprilie 2003   | Kitt Peak          | Spacewatch                      |
| 196439 –            | 2003 HU33           | 28 aprilie 2003   | Anderson Mesa      | LONEOS                          |
| 196440 –            | 2003 HQ35           | 27 aprilie 2003   | Anderson Mesa      | LONEOS                          |
| 196441 –            | 2003 HL36           | 29 aprilie 2003   | Kitt Peak          | Spacewatch                      |
| 196442 –            | 2003 HF37           | 26 aprilie 2003   | Haleakala          | NEAT                            |
| 196443 –            | 2003 HK37           | 26 aprilie 2003   | Haleakala          | NEAT                            |
| 196444 –            | 2003 HQ37           | 28 aprilie 2003   | Anderson Mesa      | LONEOS                          |
| 196445 –            | 2003 HW37           | 28 aprilie 2003   | Anderson Mesa      | LONEOS                          |
| 196446 –            | 2003 HP39           | 29 aprilie 2003   | Socorro            | LINEAR                          |
| 196447 –            | 2003 HO43           | 29 aprilie 2003   | Kitt Peak          | Spacewatch                      |
| 196448 –            | 2003 HH44           | 27 aprilie 2003   | Anderson Mesa      | LONEOS                          |
| 196449 –            | 2003 HB47           | 28 aprilie 2003   | Socorro            | LINEAR                          |
| 196450 –            | 2003 HH47           | 28 aprilie 2003   | Socorro            | LINEAR                          |
| 196451 –            | 2003 HO47           | 29 aprilie 2003   | Anderson Mesa      | LONEOS                          |
| 196452 –            | 2003 HO48           | 30 aprilie 2003   | Socorro            | LINEAR                          |
| 196453 –            | 2003 HC49           | 30 aprilie 2003   | Socorro            | LINEAR                          |
| 196454 –            | 2003 HF50           | 28 aprilie 2003   | Socorro            | LINEAR                          |
| 196455 –            | 2003 HG50           | 30 aprilie 2003   | Kitt Peak          | Spacewatch                      |
| 196456 –            | 2003 HJ51           | 29 aprilie 2003   | Kitt Peak          | Spacewatch                      |
| 196457 –            | 2003 HG52           | 30 aprilie 2003   | Kitt Peak          | Spacewatch                      |
| 196458 –            | 2003 HS52           | 29 aprilie 2003   | Anderson Mesa      | LONEOS                          |
| 196459 –            | 2003 HV52           | 29 aprilie 2003   | Anderson Mesa      | LONEOS                          |
| 196460 –            | 2003 HF53           | 30 aprilie 2003   | Reedy Creek        | J. Broughton                    |
| 196461 –            | 2003 HV53           | 21 aprilie 2003   | Kitt Peak          | Spacewatch                      |
| 196462 –            | 2003 HQ54           | 24 aprilie 2003   | Anderson Mesa      | LONEOS                          |
| 196463 –            | 2003 HV57           | 25 aprilie 2003   | Kitt Peak          | Spacewatch                      |
| 196464 –            | 2003 HH58           | 26 aprilie 2003   | Kitt Peak          | Spacewatch                      |
| 196465 –            | 2003 JG5            | 1 mai 2003        | Socorro            | LINEAR                          |
| 196466 –            | 2003 JB7            | 1 mai 2003        | Socorro            | LINEAR                          |
| 196467 –            | 2003 JX8            | 2 mai 2003        | Kitt Peak          | Spacewatch                      |
| 196468 –            | 2003 JH9            | 2 mai 2003        | Kitt Peak          | Spacewatch                      |
| 196469 –            | 2003 JN9            | 2 mai 2003        | Socorro            | LINEAR                          |
| 196470 –            | 2003 JJ10           | 2 mai 2003        | Socorro            | LINEAR                          |
| 196471 –            | 2003 JH11           | 3 mai 2003        | Kitt Peak          | Spacewatch                      |
| 196472 –            | 2003 JY11           | 5 mai 2003        | Kitt Peak          | Spacewatch                      |
| 196473 –            | 2003 JD12           | 5 mai 2003        | Socorro            | LINEAR                          |
| 196474 –            | 2003 JX13           | 5 mai 2003        | Socorro            | LINEAR                          |
| 196475 –            | 2003 JV15           | 6 mai 2003        | Kitt Peak          | Spacewatch                      |
| 196476 Humfernandez | 2003 JU17           | 2 mai 2003        | Mérida             | I. R. Ferrín, C. Leal           |
| 196477 –            | 2003 JB18           | 2 mai 2003        | Kitt Peak          | Spacewatch                      |
| 196478 –            | 2003 KC             | 20 mai 2003       | Nogales            | M. B. Schwartz, P. R. Holvorcem |
| 196479 –            | 2003 KU             | 21 mai 2003       | Reedy Creek        | J. Broughton                    |
| 196480 –            | 2003 KF1            | 22 mai 2003       | Kitt Peak          | Spacewatch                      |
| 196481 VATT         | 2003 KS2            | 23 mai 2003       | Mount Graham       | Mount Graham                    |
| 196482 –            | 2003 KW3            | 23 mai 2003       | Reedy Creek        | J. Broughton                    |
| 196483 –            | 2003 KV6            | 25 mai 2003       | Kitt Peak          | Spacewatch                      |
| 196484 –            | 2003 KK9            | 24 mai 2003       | Reedy Creek        | J. Broughton                    |
| 196485 –            | 2003 KG10           | 25 mai 2003       | Kitt Peak          | Spacewatch                      |
| 196486 –            | 2003 KZ11           | 27 mai 2003       | Anderson Mesa      | LONEOS                          |
| 196487 –            | 2003 KA12           | 27 mai 2003       | Anderson Mesa      | LONEOS                          |
| 196488 –            | 2003 KM12           | 26 mai 2003       | Kitt Peak          | Spacewatch                      |
| 196489 –            | 2003 KC14           | 28 mai 2003       | Socorro            | LINEAR                          |
| 196490 –            | 2003 KB17           | 26 mai 2003       | Kitt Peak          | Spacewatch                      |
| 196491 –            | 2003 KJ17           | 26 mai 2003       | Haleakala          | NEAT                            |
| 196492 –            | 2003 KX19           | 30 mai 2003       | Socorro            | LINEAR                          |
| 196493 –            | 2003 KB20           | 30 mai 2003       | Socorro            | LINEAR                          |
| 196494 –            | 2003 KF33           | 27 mai 2003       | Kitt Peak          | Spacewatch                      |
| 196495 –            | 2003 LJ1            | 1 iunie 2003      | Kitt Peak          | Spacewatch                      |
| 196496 –            | 2003 LB3            | 1 iunie 2003      | Kitt Peak          | Spacewatch                      |
| 196497 –            | 2003 LZ3            | 5 iunie 2003      | Reedy Creek        | J. Broughton                    |
| 196498 –            | 2003 LY5            | 2 iunie 2003      | Kitt Peak          | Spacewatch                      |
| 196499 –            | 2003 LV6            | 4 iunie 2003      | Goodricke-Pigott   | J. W. Kessel                    |
| 196500 –            | 2003 LW6            | 7 iunie 2003      | Reedy Creek        | J. Broughton                    |

## 196501–196600
| Denumire        | Denumire provizorie | Data descoperirii | Locul descoperirii | Descoperitor(i)            |
| --------------- | ------------------- | ----------------- | ------------------ | -------------------------- |
| 196501 –        | 2003 LX6            | 7 iunie 2003      | Reedy Creek        | J. Broughton               |
| 196502 –        | 2003 MA1            | 22 iunie 2003     | Anderson Mesa      | LONEOS                     |
| 196503 –        | 2003 MX6            | 27 iunie 2003     | Haleakala          | NEAT                       |
| 196504 –        | 2003 MT8            | 28 iunie 2003     | Socorro            | LINEAR                     |
| 196505 –        | 2003 MD9            | 29 iunie 2003     | Socorro            | LINEAR                     |
| 196506 –        | 2003 MW11           | 27 iunie 2003     | Nogales            | Tenagra II                 |
| 196507 –        | 2003 MN12           | 29 iunie 2003     | Socorro            | LINEAR                     |
| 196508 –        | 2003 MY12           | 22 iunie 2003     | Anderson Mesa      | LONEOS                     |
| 196509 –        | 2003 MA13           | 25 iunie 2003     | Socorro            | LINEAR                     |
| 196510 –        | 2003 NR1            | 2 iulie 2003      | Socorro            | LINEAR                     |
| 196511 –        | 2003 NS2            | 1 iulie 2003      | Socorro            | LINEAR                     |
| 196512 –        | 2003 NZ2            | 2 iulie 2003      | Socorro            | LINEAR                     |
| 196513 –        | 2003 NA5            | 4 iulie 2003      | Reedy Creek        | J. Broughton               |
| 196514 –        | 2003 NQ5            | 4 iulie 2003      | Haleakala          | NEAT                       |
| 196515 –        | 2003 NP11           | 3 iulie 2003      | Kitt Peak          | Spacewatch                 |
| 196516          | 2003 OJ             | 18 iulie 2003     | Siding Spring      | R. H. McNaught             |
| 196517 –        | 2003 OP             | 20 iulie 2003     | Reedy Creek        | J. Broughton               |
| 196518 –        | 2003 OS3            | 22 iulie 2003     | Campo Imperatore   | CINEOS                     |
| 196519 –        | 2003 OL4            | 22 iulie 2003     | Haleakala          | NEAT                       |
| 196520 –        | 2003 OP6            | 23 iulie 2003     | Socorro            | LINEAR                     |
| 196521 –        | 2003 OE9            | 23 iulie 2003     | Palomar            | NEAT                       |
| 196522 –        | 2003 OJ10           | 25 iulie 2003     | Socorro            | LINEAR                     |
| 196523 –        | 2003 OJ15           | 23 iulie 2003     | Palomar            | NEAT                       |
| 196524 –        | 2003 OS15           | 23 iulie 2003     | Palomar            | NEAT                       |
| 196525 –        | 2003 OT15           | 23 iulie 2003     | Palomar            | NEAT                       |
| 196526 –        | 2003 OY15           | 23 iulie 2003     | Palomar            | NEAT                       |
| 196527 –        | 2003 OZ17           | 30 iulie 2003     | Reedy Creek        | J. Broughton               |
| 196528 –        | 2003 OE18           | 24 iulie 2003     | Campo Imperatore   | CINEOS                     |
| 196529 –        | 2003 OA20           | 30 iulie 2003     | Needville          | W. G. Dillon, P. Garossino |
| 196530 –        | 2003 OB20           | 30 iulie 2003     | Campo Imperatore   | CINEOS                     |
| 196531 –        | 2003 OC20           | 30 iulie 2003     | Campo Imperatore   | CINEOS                     |
| 196532 –        | 2003 OY20           | 31 iulie 2003     | Reedy Creek        | J. Broughton               |
| 196533 –        | 2003 OK21           | 26 iulie 2003     | Socorro            | LINEAR                     |
| 196534 –        | 2003 OR21           | 28 iulie 2003     | Campo Imperatore   | CINEOS                     |
| 196535 –        | 2003 OR27           | 24 iulie 2003     | Palomar            | NEAT                       |
| 196536 –        | 2003 OF28           | 24 iulie 2003     | Palomar            | NEAT                       |
| 196537 –        | 2003 OK29           | 24 iulie 2003     | Palomar            | NEAT                       |
| 196538 –        | 2003 OR29           | 24 iulie 2003     | Palomar            | NEAT                       |
| 196539 –        | 2003 OA30           | 24 iulie 2003     | Palomar            | NEAT                       |
| 196540 Weinbaum | 2003 OW30           | 31 iulie 2003     | Saint-Sulpice      | B. Christophe              |
| 196541 –        | 2003 OW32           | 24 iulie 2003     | Palomar            | NEAT                       |
| 196542 –        | 2003 PZ             | 1 august 2003     | Socorro            | LINEAR                     |
| 196543 –        | 2003 PS1            | 1 august 2003     | Haleakala          | NEAT                       |
| 196544 –        | 2003 PB2            | 1 august 2003     | Haleakala          | NEAT                       |
| 196545 –        | 2003 PQ7            | 2 august 2003     | Haleakala          | NEAT                       |
| 196546 –        | 2003 PT11           | 1 august 2003     | Socorro            | LINEAR                     |
| 196547 –        | 2003 QE2            | 20 august 2003    | Campo Imperatore   | CINEOS                     |
| 196548 –        | 2003 QN2            | 19 august 2003    | Campo Imperatore   | CINEOS                     |
| 196549 –        | 2003 QR3            | 17 august 2003    | Haleakala          | NEAT                       |
| 196550 –        | 2003 QP5            | 20 august 2003    | Haleakala          | NEAT                       |
| 196551 –        | 2003 QW6            | 20 august 2003    | Campo Imperatore   | CINEOS                     |
| 196552 –        | 2003 QD7            | 20 august 2003    | Campo Imperatore   | CINEOS                     |
| 196553 –        | 2003 QO7            | 21 august 2003    | Palomar            | NEAT                       |
| 196554 –        | 2003 QZ7            | 18 august 2003    | Campo Imperatore   | CINEOS                     |
| 196555 –        | 2003 QU9            | 20 august 2003    | Reedy Creek        | J. Broughton               |
| 196556 –        | 2003 QH12           | 22 august 2003    | Socorro            | LINEAR                     |
| 196557 –        | 2003 QU12           | 22 august 2003    | Haleakala          | NEAT                       |
| 196558 –        | 2003 QB13           | 22 august 2003    | Haleakala          | NEAT                       |
| 196559 –        | 2003 QG13           | 22 august 2003    | Haleakala          | NEAT                       |
| 196560 –        | 2003 QQ14           | 20 august 2003    | Palomar            | NEAT                       |
| 196561 –        | 2003 QY15           | 20 august 2003    | Palomar            | NEAT                       |
| 196562 –        | 2003 QU18           | 22 august 2003    | Palomar            | NEAT                       |
| 196563 –        | 2003 QU19           | 22 august 2003    | Palomar            | NEAT                       |
| 196564 –        | 2003 QJ20           | 22 august 2003    | Palomar            | NEAT                       |
| 196565 –        | 2003 QX20           | 22 august 2003    | Palomar            | NEAT                       |
| 196566 –        | 2003 QE24           | 21 august 2003    | Palomar            | NEAT                       |
| 196567 –        | 2003 QP25           | 22 august 2003    | Palomar            | NEAT                       |
| 196568 –        | 2003 QL27           | 23 august 2003    | Palomar            | NEAT                       |
| 196569 –        | 2003 QY28           | 23 august 2003    | Socorro            | LINEAR                     |
| 196570 –        | 2003 QW31           | 21 august 2003    | Palomar            | NEAT                       |
| 196571 –        | 2003 QB32           | 21 august 2003    | Palomar            | NEAT                       |
| 196572 –        | 2003 QS32           | 21 august 2003    | Palomar            | NEAT                       |
| 196573 –        | 2003 QR34           | 22 august 2003    | Palomar            | NEAT                       |
| 196574 –        | 2003 QK36           | 22 august 2003    | Socorro            | LINEAR                     |
| 196575 –        | 2003 QV36           | 22 august 2003    | Socorro            | LINEAR                     |
| 196576 –        | 2003 QE40           | 22 august 2003    | Socorro            | LINEAR                     |
| 196577 –        | 2003 QT40           | 22 august 2003    | Socorro            | LINEAR                     |
| 196578 –        | 2003 QV40           | 22 august 2003    | Socorro            | LINEAR                     |
| 196579 –        | 2003 QD41           | 22 august 2003    | Socorro            | LINEAR                     |
| 196580 –        | 2003 QJ41           | 22 august 2003    | Socorro            | LINEAR                     |
| 196581 –        | 2003 QS45           | 23 august 2003    | Palomar            | NEAT                       |
| 196582 –        | 2003 QS46           | 24 august 2003    | Palomar            | NEAT                       |
| 196583 –        | 2003 QM48           | 20 august 2003    | Campo Imperatore   | CINEOS                     |
| 196584 –        | 2003 QX48           | 21 august 2003    | Campo Imperatore   | CINEOS                     |
| 196585 –        | 2003 QJ49           | 22 august 2003    | Palomar            | NEAT                       |
| 196586 –        | 2003 QC50           | 22 august 2003    | Palomar            | NEAT                       |
| 196587 –        | 2003 QJ50           | 22 august 2003    | Haleakala          | NEAT                       |
| 196588 –        | 2003 QA51           | 22 august 2003    | Palomar            | NEAT                       |
| 196589 –        | 2003 QG51           | 22 august 2003    | Palomar            | NEAT                       |
| 196590 –        | 2003 QL53           | 23 august 2003    | Socorro            | LINEAR                     |
| 196591 –        | 2003 QL56           | 23 august 2003    | Socorro            | LINEAR                     |
| 196592 –        | 2003 QE60           | 23 august 2003    | Socorro            | LINEAR                     |
| 196593 –        | 2003 QC61           | 23 august 2003    | Socorro            | LINEAR                     |
| 196594 –        | 2003 QG64           | 23 august 2003    | Socorro            | LINEAR                     |
| 196595 –        | 2003 QX64           | 23 august 2003    | Palomar            | NEAT                       |
| 196596 –        | 2003 QH65           | 23 august 2003    | Palomar            | NEAT                       |
| 196597 –        | 2003 QJ66           | 22 august 2003    | Socorro            | LINEAR                     |
| 196598 –        | 2003 QK66           | 22 august 2003    | Palomar            | NEAT                       |
| 196599 –        | 2003 QX66           | 23 august 2003    | Palomar            | NEAT                       |
| 196600 –        | 2003 QH68           | 25 august 2003    | Socorro            | LINEAR                     |

## 196601–196700
| Denumire        | Denumire provizorie | Data descoperirii  | Locul descoperirii | Descoperitor(i)             |
| --------------- | ------------------- | ------------------ | ------------------ | --------------------------- |
| 196601 –        | 2003 QY68           | 25 august 2003     | Reedy Creek        | J. Broughton                |
| 196602 –        | 2003 QQ70           | 23 august 2003     | Socorro            | LINEAR                      |
| 196603 –        | 2003 QT70           | 23 august 2003     | Palomar            | NEAT                        |
| 196604 –        | 2003 QH74           | 24 august 2003     | Socorro            | LINEAR                      |
| 196605 –        | 2003 QM75           | 24 august 2003     | Socorro            | LINEAR                      |
| 196606 –        | 2003 QX75           | 24 august 2003     | Socorro            | LINEAR                      |
| 196607 –        | 2003 QC76           | 24 august 2003     | Socorro            | LINEAR                      |
| 196608 –        | 2003 QE77           | 24 august 2003     | Socorro            | LINEAR                      |
| 196609 –        | 2003 QQ78           | 24 august 2003     | Socorro            | LINEAR                      |
| 196610 –        | 2003 QK79           | 25 august 2003     | Socorro            | LINEAR                      |
| 196611 –        | 2003 QA85           | 24 august 2003     | Socorro            | LINEAR                      |
| 196612 –        | 2003 QQ89           | 27 august 2003     | Haleakala          | NEAT                        |
| 196613 –        | 2003 QN90           | 28 august 2003     | Socorro            | LINEAR                      |
| 196614 –        | 2003 QB96           | 30 august 2003     | Kitt Peak          | Spacewatch                  |
| 196615 –        | 2003 QY107          | 31 august 2003     | Socorro            | LINEAR                      |
| 196616 –        | 2003 QE108          | 31 august 2003     | Socorro            | LINEAR                      |
| 196617 –        | 2003 QQ111          | 31 august 2003     | Kitt Peak          | Spacewatch                  |
| 196618 –        | 2003 QG114          | 26 august 2003     | Socorro            | LINEAR                      |
| 196619 –        | 2003 RH3            | 1 septembrie 2003  | Socorro            | LINEAR                      |
| 196620 –        | 2003 RN4            | 3 septembrie 2003  | Socorro            | LINEAR                      |
| 196621 –        | 2003 RH5            | 1 septembrie 2003  | Socorro            | LINEAR                      |
| 196622 –        | 2003 RN5            | 1 septembrie 2003  | Socorro            | LINEAR                      |
| 196623 –        | 2003 RX5            | 2 septembrie 2003  | Socorro            | LINEAR                      |
| 196624 –        | 2003 RK9            | 4 septembrie 2003  | Kitt Peak          | Spacewatch                  |
| 196625 –        | 2003 RM10           | 13 septembrie 2003 | Anderson Mesa      | LONEOS                      |
| 196626 –        | 2003 RH11           | 13 septembrie 2003 | Haleakala          | NEAT                        |
| 196627 –        | 2003 RR14           | 13 septembrie 2003 | Haleakala          | NEAT                        |
| 196628 –        | 2003 RV16           | 15 septembrie 2003 | Palomar            | NEAT                        |
| 196629 –        | 2003 RH20           | 15 septembrie 2003 | Anderson Mesa      | LONEOS                      |
| 196630 –        | 2003 RH21           | 15 septembrie 2003 | Anderson Mesa      | LONEOS                      |
| 196631 –        | 2003 RE22           | 14 septembrie 2003 | Haleakala          | NEAT                        |
| 196632 –        | 2003 SH1            | 16 septembrie 2003 | Kitt Peak          | Spacewatch                  |
| 196633 –        | 2003 SO2            | 16 septembrie 2003 | Kitt Peak          | Spacewatch                  |
| 196634 –        | 2003 SC3            | 16 septembrie 2003 | Palomar            | NEAT                        |
| 196635 –        | 2003 SO3            | 16 septembrie 2003 | Palomar            | NEAT                        |
| 196636 –        | 2003 SA4            | 16 septembrie 2003 | Kitt Peak          | Spacewatch                  |
| 196637 –        | 2003 SF8            | 16 septembrie 2003 | Kitt Peak          | Spacewatch                  |
| 196638 –        | 2003 SO10           | 17 septembrie 2003 | Kitt Peak          | Spacewatch                  |
| 196639 –        | 2003 SD13           | 16 septembrie 2003 | Kitt Peak          | Spacewatch                  |
| 196640 Mulhacén | 2003 SO15           | 17 septembrie 2003 | Heppenheim         | F. Hormuth                  |
| 196641 –        | 2003 SP17           | 17 septembrie 2003 | Kvistaberg         | Uppsala-DLR Asteroid Survey |
| 196642 –        | 2003 SR17           | 17 septembrie 2003 | Kitt Peak          | Spacewatch                  |
| 196643 –        | 2003 SH18           | 16 septembrie 2003 | Kitt Peak          | Spacewatch                  |
| 196644 –        | 2003 ST23           | 17 septembrie 2003 | Kitt Peak          | Spacewatch                  |
| 196645 –        | 2003 SW23           | 17 septembrie 2003 | Kitt Peak          | Spacewatch                  |
| 196646 –        | 2003 SY23           | 17 septembrie 2003 | Kitt Peak          | Spacewatch                  |
| 196647 –        | 2003 SL25           | 17 septembrie 2003 | Kitt Peak          | Spacewatch                  |
| 196648 –        | 2003 SP25           | 17 septembrie 2003 | Kitt Peak          | Spacewatch                  |
| 196649 –        | 2003 SG26           | 17 septembrie 2003 | Haleakala          | NEAT                        |
| 196650 –        | 2003 SM26           | 17 septembrie 2003 | Haleakala          | NEAT                        |
| 196651 –        | 2003 SN28           | 18 septembrie 2003 | Palomar            | NEAT                        |
| 196652 –        | 2003 SG30           | 18 septembrie 2003 | Palomar            | NEAT                        |
| 196653 –        | 2003 SV30           | 18 septembrie 2003 | Kitt Peak          | Spacewatch                  |
| 196654 –        | 2003 SS34           | 18 septembrie 2003 | Palomar            | NEAT                        |
| 196655 –        | 2003 SY34           | 18 septembrie 2003 | Kitt Peak          | Spacewatch                  |
| 196656 –        | 2003 SA35           | 18 septembrie 2003 | Kitt Peak          | Spacewatch                  |
| 196657 –        | 2003 SR36           | 18 septembrie 2003 | Socorro            | LINEAR                      |
| 196658 –        | 2003 SJ37           | 16 septembrie 2003 | Palomar            | NEAT                        |
| 196659 –        | 2003 SR38           | 16 septembrie 2003 | Palomar            | NEAT                        |
| 196660 –        | 2003 SQ40           | 16 septembrie 2003 | Palomar            | NEAT                        |
| 196661 –        | 2003 SL41           | 17 septembrie 2003 | Palomar            | NEAT                        |
| 196662 –        | 2003 SO43           | 16 septembrie 2003 | Anderson Mesa      | LONEOS                      |
| 196663 –        | 2003 SL44           | 16 septembrie 2003 | Anderson Mesa      | LONEOS                      |
| 196664 –        | 2003 SD46           | 16 septembrie 2003 | Anderson Mesa      | LONEOS                      |
| 196665 –        | 2003 SJ46           | 16 septembrie 2003 | Anderson Mesa      | LONEOS                      |
| 196666 –        | 2003 SF47           | 16 septembrie 2003 | Anderson Mesa      | LONEOS                      |
| 196667 –        | 2003 SN50           | 18 septembrie 2003 | Palomar            | NEAT                        |
| 196668 –        | 2003 SW50           | 18 septembrie 2003 | Palomar            | NEAT                        |
| 196669 –        | 2003 SK51           | 18 septembrie 2003 | Palomar            | NEAT                        |
| 196670 –        | 2003 ST52           | 19 septembrie 2003 | Palomar            | NEAT                        |
| 196671 –        | 2003 SU53           | 16 septembrie 2003 | Kitt Peak          | Spacewatch                  |
| 196672 –        | 2003 SY54           | 16 septembrie 2003 | Anderson Mesa      | LONEOS                      |
| 196673 –        | 2003 SZ54           | 16 septembrie 2003 | Anderson Mesa      | LONEOS                      |
| 196674 –        | 2003 SR56           | 16 septembrie 2003 | Kitt Peak          | Spacewatch                  |
| 196675 –        | 2003 SV56           | 16 septembrie 2003 | Kitt Peak          | Spacewatch                  |
| 196676 –        | 2003 SQ59           | 17 septembrie 2003 | Anderson Mesa      | LONEOS                      |
| 196677 –        | 2003 ST60           | 17 septembrie 2003 | Kitt Peak          | Spacewatch                  |
| 196678 –        | 2003 SD61           | 17 septembrie 2003 | Socorro            | LINEAR                      |
| 196679 –        | 2003 SP61           | 17 septembrie 2003 | Socorro            | LINEAR                      |
| 196680 –        | 2003 SB63           | 17 septembrie 2003 | Kitt Peak          | Spacewatch                  |
| 196681 –        | 2003 SZ63           | 17 septembrie 2003 | Črni Vrh           | Črni Vrh                    |
| 196682 –        | 2003 SK64           | 18 septembrie 2003 | Campo Imperatore   | CINEOS                      |
| 196683 –        | 2003 SY64           | 18 septembrie 2003 | Campo Imperatore   | CINEOS                      |
| 196684 –        | 2003 SZ64           | 18 septembrie 2003 | Campo Imperatore   | CINEOS                      |
| 196685 –        | 2003 SB65           | 18 septembrie 2003 | Campo Imperatore   | CINEOS                      |
| 196686 –        | 2003 SC65           | 18 septembrie 2003 | Campo Imperatore   | CINEOS                      |
| 196687 –        | 2003 SH65           | 18 septembrie 2003 | Anderson Mesa      | LONEOS                      |
| 196688 –        | 2003 SQ66           | 18 septembrie 2003 | Campo Imperatore   | CINEOS                      |
| 196689 –        | 2003 SY67           | 16 septembrie 2003 | Haleakala          | NEAT                        |
| 196690 –        | 2003 SD70           | 17 septembrie 2003 | Kitt Peak          | Spacewatch                  |
| 196691 –        | 2003 SO70           | 17 septembrie 2003 | Haleakala          | NEAT                        |
| 196692 –        | 2003 SE71           | 18 septembrie 2003 | Kitt Peak          | Spacewatch                  |
| 196693 –        | 2003 SX73           | 18 septembrie 2003 | Kitt Peak          | Spacewatch                  |
| 196694 –        | 2003 SD74           | 18 septembrie 2003 | Kitt Peak          | Spacewatch                  |
| 196695 –        | 2003 SL74           | 18 septembrie 2003 | Kitt Peak          | Spacewatch                  |
| 196696 –        | 2003 SK75           | 18 septembrie 2003 | Kitt Peak          | Spacewatch                  |
| 196697 –        | 2003 SY76           | 19 septembrie 2003 | Kitt Peak          | Spacewatch                  |
| 196698 –        | 2003 SV77           | 19 septembrie 2003 | Kitt Peak          | Spacewatch                  |
| 196699 –        | 2003 SX78           | 19 septembrie 2003 | Kitt Peak          | Spacewatch                  |
| 196700 –        | 2003 SX80           | 19 septembrie 2003 | Kitt Peak          | Spacewatch                  |

## 196701–196800
| Denumire           | Denumire provizorie | Data descoperirii  | Locul descoperirii | Descoperitor(i)         |
| ------------------ | ------------------- | ------------------ | ------------------ | ----------------------- |
| 196701 –           | 2003 SC82           | 17 septembrie 2003 | Kitt Peak          | Spacewatch              |
| 196702 –           | 2003 SS82           | 18 septembrie 2003 | Kitt Peak          | Spacewatch              |
| 196703 –           | 2003 SR83           | 18 septembrie 2003 | Kitt Peak          | Spacewatch              |
| 196704 –           | 2003 SM85           | 16 septembrie 2003 | Palomar            | NEAT                    |
| 196705 –           | 2003 SC86           | 16 septembrie 2003 | Kitt Peak          | Spacewatch              |
| 196706 –           | 2003 SS87           | 17 septembrie 2003 | Palomar            | NEAT                    |
| 196707 –           | 2003 SB89           | 18 septembrie 2003 | Socorro            | LINEAR                  |
| 196708 –           | 2003 SC92           | 18 septembrie 2003 | Kitt Peak          | Spacewatch              |
| 196709 –           | 2003 SH93           | 18 septembrie 2003 | Kitt Peak          | Spacewatch              |
| 196710 –           | 2003 SH94           | 18 septembrie 2003 | Črni Vrh           | Črni Vrh                |
| 196711 –           | 2003 SS97           | 19 septembrie 2003 | Kitt Peak          | Spacewatch              |
| 196712 –           | 2003 SO98           | 19 septembrie 2003 | Kitt Peak          | Spacewatch              |
| 196713 –           | 2003 SJ101          | 20 septembrie 2003 | Palomar            | NEAT                    |
| 196714 –           | 2003 SM102          | 20 septembrie 2003 | Socorro            | LINEAR                  |
| 196715 –           | 2003 SQ102          | 20 septembrie 2003 | Socorro            | LINEAR                  |
| 196716 –           | 2003 SJ103          | 20 septembrie 2003 | Socorro            | LINEAR                  |
| 196717 –           | 2003 SL104          | 20 septembrie 2003 | Haleakala          | NEAT                    |
| 196718 –           | 2003 SW104          | 20 septembrie 2003 | Socorro            | LINEAR                  |
| 196719 –           | 2003 SM107          | 20 septembrie 2003 | Palomar            | NEAT                    |
| 196720 –           | 2003 SB108          | 20 septembrie 2003 | Palomar            | NEAT                    |
| 196721 –           | 2003 SM109          | 20 septembrie 2003 | Kitt Peak          | Spacewatch              |
| 196722 –           | 2003 SV109          | 20 septembrie 2003 | Kitt Peak          | Spacewatch              |
| 196723 –           | 2003 SB111          | 20 septembrie 2003 | Palomar            | NEAT                    |
| 196724 –           | 2003 SD114          | 16 septembrie 2003 | Socorro            | LINEAR                  |
| 196725 –           | 2003 SY115          | 16 septembrie 2003 | Palomar            | NEAT                    |
| 196726 –           | 2003 SB118          | 16 septembrie 2003 | Palomar            | NEAT                    |
| 196727 –           | 2003 SB119          | 16 septembrie 2003 | Palomar            | NEAT                    |
| 196728 –           | 2003 SH119          | 17 septembrie 2003 | Anderson Mesa      | LONEOS                  |
| 196729 –           | 2003 SU119          | 17 septembrie 2003 | Kitt Peak          | Spacewatch              |
| 196730 –           | 2003 SG120          | 17 septembrie 2003 | Kitt Peak          | Spacewatch              |
| 196731 –           | 2003 SP121          | 17 septembrie 2003 | Kitt Peak          | Spacewatch              |
| 196732 –           | 2003 ST121          | 17 septembrie 2003 | Haleakala          | NEAT                    |
| 196733 –           | 2003 SA122          | 17 septembrie 2003 | Campo Imperatore   | CINEOS                  |
| 196734 –           | 2003 SM125          | 19 septembrie 2003 | Palomar            | NEAT                    |
| 196735 –           | 2003 SG126          | 19 septembrie 2003 | Palomar            | NEAT                    |
| 196736 Munkácsy    | 2003 SH127          | 19 septembrie 2003 | Piszkéstető        | K. Sárneczky, B. Sipőcz |
| 196737 –           | 2003 SX127          | 20 septembrie 2003 | Socorro            | LINEAR                  |
| 196738 –           | 2003 SC133          | 20 septembrie 2003 | Campo Imperatore   | CINEOS                  |
| 196739 –           | 2003 SZ133          | 18 septembrie 2003 | Socorro            | LINEAR                  |
| 196740 –           | 2003 SF135          | 19 septembrie 2003 | Socorro            | LINEAR                  |
| 196741 –           | 2003 SJ137          | 20 septembrie 2003 | Palomar            | NEAT                    |
| 196742 –           | 2003 SO137          | 21 septembrie 2003 | Campo Imperatore   | CINEOS                  |
| 196743 –           | 2003 SY137          | 21 septembrie 2003 | Socorro            | LINEAR                  |
| 196744 –           | 2003 SU139          | 18 septembrie 2003 | Kitt Peak          | Spacewatch              |
| 196745 –           | 2003 SY139          | 18 septembrie 2003 | Palomar            | NEAT                    |
| 196746 –           | 2003 SU142          | 20 septembrie 2003 | Socorro            | LINEAR                  |
| 196747 –           | 2003 SY143          | 21 septembrie 2003 | Socorro            | LINEAR                  |
| 196748 –           | 2003 SB144          | 21 septembrie 2003 | Kitt Peak          | Spacewatch              |
| 196749 –           | 2003 SF144          | 19 septembrie 2003 | Palomar            | NEAT                    |
| 196750 –           | 2003 SR148          | 16 septembrie 2003 | Kitt Peak          | Spacewatch              |
| 196751 –           | 2003 SL149          | 16 septembrie 2003 | Kitt Peak          | Spacewatch              |
| 196752 –           | 2003 SO149          | 16 septembrie 2003 | Kitt Peak          | Spacewatch              |
| 196753 –           | 2003 SV149          | 17 septembrie 2003 | Socorro            | LINEAR                  |
| 196754 –           | 2003 SM151          | 18 septembrie 2003 | Socorro            | LINEAR                  |
| 196755 –           | 2003 SQ153          | 19 septembrie 2003 | Anderson Mesa      | LONEOS                  |
| 196756 –           | 2003 SU154          | 19 septembrie 2003 | Anderson Mesa      | LONEOS                  |
| 196757 –           | 2003 SZ154          | 19 septembrie 2003 | Anderson Mesa      | LONEOS                  |
| 196758 –           | 2003 SP155          | 19 septembrie 2003 | Anderson Mesa      | LONEOS                  |
| 196759 –           | 2003 SM156          | 19 septembrie 2003 | Anderson Mesa      | LONEOS                  |
| 196760 –           | 2003 SO160          | 22 septembrie 2003 | Kitt Peak          | Spacewatch              |
| 196761 –           | 2003 SL162          | 19 septembrie 2003 | Kitt Peak          | Spacewatch              |
| 196762 –           | 2003 SP162          | 19 septembrie 2003 | Socorro            | LINEAR                  |
| 196763 –           | 2003 ST162          | 19 septembrie 2003 | Kitt Peak          | Spacewatch              |
| 196764 –           | 2003 SU162          | 19 septembrie 2003 | Kitt Peak          | Spacewatch              |
| 196765 –           | 2003 SM163          | 19 septembrie 2003 | Kitt Peak          | Spacewatch              |
| 196766 –           | 2003 SN163          | 19 septembrie 2003 | Kitt Peak          | Spacewatch              |
| 196767 –           | 2003 SQ164          | 20 septembrie 2003 | Anderson Mesa      | LONEOS                  |
| 196768 –           | 2003 ST164          | 20 septembrie 2003 | Anderson Mesa      | LONEOS                  |
| 196769 –           | 2003 SX164          | 20 septembrie 2003 | Anderson Mesa      | LONEOS                  |
| 196770 –           | 2003 SK167          | 22 septembrie 2003 | Kitt Peak          | Spacewatch              |
| 196771 –           | 2003 SU169          | 23 septembrie 2003 | Haleakala          | NEAT                    |
| 196772 Fritzleiber | 2003 SQ170          | 23 septembrie 2003 | Saint-Sulpice      | B. Christophe           |
| 196773 –           | 2003 SJ171          | 18 septembrie 2003 | Campo Imperatore   | CINEOS                  |
| 196774 –           | 2003 SW177          | 19 septembrie 2003 | Kitt Peak          | Spacewatch              |
| 196775 –           | 2003 SA178          | 19 septembrie 2003 | Palomar            | NEAT                    |
| 196776 –           | 2003 SV180          | 20 septembrie 2003 | Kitt Peak          | Spacewatch              |
| 196777 –           | 2003 SE181          | 20 septembrie 2003 | Socorro            | LINEAR                  |
| 196778 –           | 2003 SM181          | 20 septembrie 2003 | Kitt Peak          | Spacewatch              |
| 196779 –           | 2003 SN181          | 20 septembrie 2003 | Socorro            | LINEAR                  |
| 196780 –           | 2003 SD182          | 20 septembrie 2003 | Socorro            | LINEAR                  |
| 196781 –           | 2003 SA184          | 21 septembrie 2003 | Kitt Peak          | Spacewatch              |
| 196782 –           | 2003 ST184          | 21 septembrie 2003 | Kitt Peak          | Spacewatch              |
| 196783 –           | 2003 SY184          | 21 septembrie 2003 | Kitt Peak          | Spacewatch              |
| 196784 –           | 2003 SN185          | 22 septembrie 2003 | Anderson Mesa      | LONEOS                  |
| 196785 –           | 2003 SR186          | 22 septembrie 2003 | Anderson Mesa      | LONEOS                  |
| 196786 –           | 2003 SP187          | 21 septembrie 2003 | Haleakala          | NEAT                    |
| 196787 –           | 2003 SY187          | 22 septembrie 2003 | Anderson Mesa      | LONEOS                  |
| 196788 –           | 2003 SF188          | 22 septembrie 2003 | Palomar            | NEAT                    |
| 196789 –           | 2003 SA189          | 22 septembrie 2003 | Anderson Mesa      | LONEOS                  |
| 196790 –           | 2003 SY190          | 17 septembrie 2003 | Kitt Peak          | Spacewatch              |
| 196791 –           | 2003 SM191          | 19 septembrie 2003 | Kitt Peak          | Spacewatch              |
| 196792 –           | 2003 SA196          | 20 septembrie 2003 | Palomar            | NEAT                    |
| 196793 –           | 2003 SL196          | 20 septembrie 2003 | Palomar            | NEAT                    |
| 196794 –           | 2003 SK197          | 21 septembrie 2003 | Anderson Mesa      | LONEOS                  |
| 196795 –           | 2003 SM197          | 21 septembrie 2003 | Anderson Mesa      | LONEOS                  |
| 196796 –           | 2003 SU197          | 21 septembrie 2003 | Anderson Mesa      | LONEOS                  |
| 196797 –           | 2003 SU198          | 21 septembrie 2003 | Anderson Mesa      | LONEOS                  |
| 196798 –           | 2003 SG199          | 21 septembrie 2003 | Anderson Mesa      | LONEOS                  |
| 196799 –           | 2003 SO199          | 21 septembrie 2003 | Anderson Mesa      | LONEOS                  |
| 196800 –           | 2003 SX200          | 25 septembrie 2003 | Gnosca             | S. Sposetti             |

## 196801–196900
| Denumire       | Denumire provizorie | Data descoperirii  | Locul descoperirii | Descoperitor(i) |
| -------------- | ------------------- | ------------------ | ------------------ | --------------- |
| 196801 –       | 2003 SY202          | 22 septembrie 2003 | Anderson Mesa      | LONEOS          |
| 196802 –       | 2003 SJ204          | 22 septembrie 2003 | Socorro            | LINEAR          |
| 196803 –       | 2003 SG206          | 23 septembrie 2003 | Palomar            | NEAT            |
| 196804 –       | 2003 SZ208          | 24 septembrie 2003 | Palomar            | NEAT            |
| 196805 –       | 2003 SZ209          | 25 septembrie 2003 | Haleakala          | NEAT            |
| 196806 –       | 2003 SQ218          | 28 septembrie 2003 | Desert Eagle       | W. K. Y. Yeung  |
| 196807 Beshore | 2003 SB221          | 26 septembrie 2003 | Junk Bond          | D. Healy        |
| 196808 –       | 2003 SH223          | 29 septembrie 2003 | Desert Eagle       | W. K. Y. Yeung  |
| 196809 –       | 2003 SU223          | 27 septembrie 2003 | Socorro            | LINEAR          |
| 196810 –       | 2003 SC224          | 24 septembrie 2003 | Bergisch Gladbach  | W. Bickel       |
| 196811 –       | 2003 SF225          | 26 septembrie 2003 | Desert Eagle       | W. K. Y. Yeung  |
| 196812 –       | 2003 SH225          | 26 septembrie 2003 | Socorro            | LINEAR          |
| 196813 –       | 2003 SO225          | 26 septembrie 2003 | Socorro            | LINEAR          |
| 196814 –       | 2003 SU225          | 26 septembrie 2003 | Socorro            | LINEAR          |
| 196815 –       | 2003 SN227          | 27 septembrie 2003 | Socorro            | LINEAR          |
| 196816 –       | 2003 SH229          | 27 septembrie 2003 | Kitt Peak          | Spacewatch      |
| 196817 –       | 2003 SZ230          | 24 septembrie 2003 | Palomar            | NEAT            |
| 196818 –       | 2003 SJ231          | 24 septembrie 2003 | Palomar            | NEAT            |
| 196819 –       | 2003 SC232          | 24 septembrie 2003 | Haleakala          | NEAT            |
| 196820 –       | 2003 SR232          | 24 septembrie 2003 | Haleakala          | NEAT            |
| 196821 –       | 2003 SC233          | 25 septembrie 2003 | Palomar            | NEAT            |
| 196822 –       | 2003 SM234          | 25 septembrie 2003 | Haleakala          | NEAT            |
| 196823 –       | 2003 SN234          | 25 septembrie 2003 | Haleakala          | NEAT            |
| 196824 –       | 2003 SS235          | 27 septembrie 2003 | Socorro            | LINEAR          |
| 196825 –       | 2003 SV235          | 27 septembrie 2003 | Socorro            | LINEAR          |
| 196826 –       | 2003 SJ236          | 26 septembrie 2003 | Socorro            | LINEAR          |
| 196827 –       | 2003 SO236          | 26 septembrie 2003 | Socorro            | LINEAR          |
| 196828 –       | 2003 SB237          | 26 septembrie 2003 | Socorro            | LINEAR          |
| 196829 –       | 2003 SE238          | 27 septembrie 2003 | Socorro            | LINEAR          |
| 196830 –       | 2003 SK241          | 27 septembrie 2003 | Kitt Peak          | Spacewatch      |
| 196831 –       | 2003 SA243          | 28 septembrie 2003 | Socorro            | LINEAR          |
| 196832 –       | 2003 SA246          | 26 septembrie 2003 | Socorro            | LINEAR          |
| 196833 –       | 2003 SS247          | 26 septembrie 2003 | Socorro            | LINEAR          |
| 196834 –       | 2003 SZ247          | 26 septembrie 2003 | Socorro            | LINEAR          |
| 196835 –       | 2003 SS248          | 26 septembrie 2003 | Socorro            | LINEAR          |
| 196836 –       | 2003 SY248          | 26 septembrie 2003 | Socorro            | LINEAR          |
| 196837 –       | 2003 SX249          | 26 septembrie 2003 | Socorro            | LINEAR          |
| 196838 –       | 2003 SE250          | 26 septembrie 2003 | Socorro            | LINEAR          |
| 196839 –       | 2003 SG250          | 26 septembrie 2003 | Socorro            | LINEAR          |
| 196840 –       | 2003 SM253          | 27 septembrie 2003 | Kitt Peak          | Spacewatch      |
| 196841 –       | 2003 SO253          | 27 septembrie 2003 | Socorro            | LINEAR          |
| 196842 –       | 2003 SZ253          | 27 septembrie 2003 | Kitt Peak          | Spacewatch      |
| 196843 –       | 2003 SD254          | 27 septembrie 2003 | Kitt Peak          | Spacewatch      |
| 196844 –       | 2003 SR254          | 27 septembrie 2003 | Kitt Peak          | Spacewatch      |
| 196845 –       | 2003 SE257          | 28 septembrie 2003 | Kitt Peak          | Spacewatch      |
| 196846 –       | 2003 SR257          | 28 septembrie 2003 | Socorro            | LINEAR          |
| 196847 –       | 2003 SM258          | 28 septembrie 2003 | Kitt Peak          | Spacewatch      |
| 196848 –       | 2003 SQ259          | 28 septembrie 2003 | Kitt Peak          | Spacewatch      |
| 196849 –       | 2003 ST259          | 28 septembrie 2003 | Kitt Peak          | Spacewatch      |
| 196850 –       | 2003 SE260          | 29 septembrie 2003 | Socorro            | LINEAR          |
| 196851 –       | 2003 SB261          | 27 septembrie 2003 | Socorro            | LINEAR          |
| 196852 –       | 2003 SR262          | 28 septembrie 2003 | Socorro            | LINEAR          |
| 196853 –       | 2003 SF263          | 28 septembrie 2003 | Socorro            | LINEAR          |
| 196854 –       | 2003 SW266          | 29 septembrie 2003 | Socorro            | LINEAR          |
| 196855 –       | 2003 SZ266          | 29 septembrie 2003 | Socorro            | LINEAR          |
| 196856 –       | 2003 SF268          | 29 septembrie 2003 | Kitt Peak          | Spacewatch      |
| 196857 –       | 2003 SL268          | 29 septembrie 2003 | Kitt Peak          | Spacewatch      |
| 196858 –       | 2003 SB269          | 25 septembrie 2003 | Uccle              | T. Pauwels      |
| 196859 –       | 2003 SF271          | 25 septembrie 2003 | Haleakala          | NEAT            |
| 196860 –       | 2003 SG272          | 27 septembrie 2003 | Socorro            | LINEAR          |
| 196861 –       | 2003 SL272          | 27 septembrie 2003 | Socorro            | LINEAR          |
| 196862 –       | 2003 SC273          | 27 septembrie 2003 | Socorro            | LINEAR          |
| 196863 –       | 2003 SX277          | 30 septembrie 2003 | Socorro            | LINEAR          |
| 196864 –       | 2003 SL278          | 30 septembrie 2003 | Socorro            | LINEAR          |
| 196865 –       | 2003 ST278          | 30 septembrie 2003 | Socorro            | LINEAR          |
| 196866 –       | 2003 SY280          | 18 septembrie 2003 | Kitt Peak          | Spacewatch      |
| 196867 –       | 2003 SF282          | 19 septembrie 2003 | Anderson Mesa      | LONEOS          |
| 196868 –       | 2003 SG282          | 19 septembrie 2003 | Anderson Mesa      | LONEOS          |
| 196869 –       | 2003 ST284          | 20 septembrie 2003 | Socorro            | LINEAR          |
| 196870 –       | 2003 SC289          | 28 septembrie 2003 | Socorro            | LINEAR          |
| 196871 –       | 2003 SY289          | 28 septembrie 2003 | Anderson Mesa      | LONEOS          |
| 196872 –       | 2003 SS292          | 25 septembrie 2003 | Haleakala          | NEAT            |
| 196873 –       | 2003 SB293          | 27 septembrie 2003 | Socorro            | LINEAR          |
| 196874 –       | 2003 SD294          | 28 septembrie 2003 | Socorro            | LINEAR          |
| 196875 –       | 2003 SN298          | 18 septembrie 2003 | Haleakala          | NEAT            |
| 196876 –       | 2003 SW299          | 16 septembrie 2003 | Kitt Peak          | Spacewatch      |
| 196877 –       | 2003 SJ300          | 17 septembrie 2003 | Palomar            | NEAT            |
| 196878 –       | 2003 SW304          | 17 septembrie 2003 | Palomar            | NEAT            |
| 196879 –       | 2003 SE306          | 30 septembrie 2003 | Socorro            | LINEAR          |
| 196880 –       | 2003 SY307          | 27 septembrie 2003 | Socorro            | LINEAR          |
| 196881 –       | 2003 SN308          | 29 septembrie 2003 | Anderson Mesa      | LONEOS          |
| 196882 –       | 2003 SX309          | 28 septembrie 2003 | Socorro            | LINEAR          |
| 196883 –       | 2003 SK311          | 29 septembrie 2003 | Socorro            | LINEAR          |
| 196884 –       | 2003 SE312          | 30 septembrie 2003 | Kitt Peak          | Spacewatch      |
| 196885 –       | 2003 SP314          | 28 septembrie 2003 | Socorro            | LINEAR          |
| 196886 –       | 2003 SF317          | 21 septembrie 2003 | Kitt Peak          | Spacewatch      |
| 196887 –       | 2003 SE320          | 17 septembrie 2003 | Kitt Peak          | Spacewatch      |
| 196888 –       | 2003 SM320          | 17 septembrie 2003 | Kitt Peak          | Spacewatch      |
| 196889 –       | 2003 SQ321          | 21 septembrie 2003 | Kitt Peak          | Spacewatch      |
| 196890 –       | 2003 SK322          | 28 septembrie 2003 | Kitt Peak          | Spacewatch      |
| 196891 –       | 2003 SK329          | 22 septembrie 2003 | Anderson Mesa      | LONEOS          |
| 196892 –       | 2003 SJ347          | 18 septembrie 2003 | Kitt Peak          | Spacewatch      |
| 196893 –       | 2003 TS             | 2 octombrie 2003   | Essen              | Essen           |
| 196894 –       | 2003 TL3            | 3 octombrie 2003   | Haleakala          | NEAT            |
| 196895 –       | 2003 TM3            | 4 octombrie 2003   | Goodricke-Pigott   | V. Reddy        |
| 196896 –       | 2003 TA5            | 1 octombrie 2003   | Kitt Peak          | Spacewatch      |
| 196897 –       | 2003 TR6            | 1 octombrie 2003   | Anderson Mesa      | LONEOS          |
| 196898 –       | 2003 TF10           | 15 octombrie 2003  | Socorro            | LINEAR          |
| 196899 –       | 2003 TX10           | 15 octombrie 2003  | Palomar            | NEAT            |
| 196900 –       | 2003 TA11           | 14 octombrie 2003  | Anderson Mesa      | LONEOS          |

## 196901–197000
| Denumire         | Denumire provizorie | Data descoperirii | Locul descoperirii | Descoperitor(i)             |
| ---------------- | ------------------- | ----------------- | ------------------ | --------------------------- |
| 196901 –         | 2003 TS11           | 14 octombrie 2003 | Anderson Mesa      | LONEOS                      |
| 196902 –         | 2003 TG14           | 4 octombrie 2003  | Kitt Peak          | Spacewatch                  |
| 196903 –         | 2003 TA16           | 15 octombrie 2003 | Anderson Mesa      | LONEOS                      |
| 196904 –         | 2003 TC16           | 15 octombrie 2003 | Anderson Mesa      | LONEOS                      |
| 196905 –         | 2003 TH17           | 15 octombrie 2003 | Anderson Mesa      | LONEOS                      |
| 196906 –         | 2003 TF18           | 14 octombrie 2003 | Palomar            | NEAT                        |
| 196907 –         | 2003 TC19           | 15 octombrie 2003 | Anderson Mesa      | LONEOS                      |
| 196908 –         | 2003 TU21           | 1 octombrie 2003  | Anderson Mesa      | LONEOS                      |
| 196909 –         | 2003 TF22           | 1 octombrie 2003  | Kitt Peak          | Spacewatch                  |
| 196910 –         | 2003 TL29           | 1 octombrie 2003  | Kitt Peak          | Spacewatch                  |
| 196911 –         | 2003 TN30           | 1 octombrie 2003  | Kitt Peak          | Spacewatch                  |
| 196912 –         | 2003 TR30           | 1 octombrie 2003  | Kitt Peak          | Spacewatch                  |
| 196913 –         | 2003 TX33           | 1 octombrie 2003  | Kitt Peak          | Spacewatch                  |
| 196914 –         | 2003 TJ37           | 2 octombrie 2003  | Kitt Peak          | Spacewatch                  |
| 196915 –         | 2003 TO45           | 3 octombrie 2003  | Kitt Peak          | Spacewatch                  |
| 196916 –         | 2003 TS45           | 3 octombrie 2003  | Kitt Peak          | Spacewatch                  |
| 196917 –         | 2003 TD48           | 3 octombrie 2003  | Kitt Peak          | Spacewatch                  |
| 196918 –         | 2003 TE54           | 5 octombrie 2003  | Kitt Peak          | Spacewatch                  |
| 196919 –         | 2003 TP54           | 5 octombrie 2003  | Kitt Peak          | Spacewatch                  |
| 196920 –         | 2003 TX54           | 5 octombrie 2003  | Kitt Peak          | Spacewatch                  |
| 196921 –         | 2003 TL57           | 5 octombrie 2003  | Socorro            | LINEAR                      |
| 196922 –         | 2003 US1            | 16 octombrie 2003 | Kitt Peak          | Spacewatch                  |
| 196923 –         | 2003 UG2            | 16 octombrie 2003 | Kitt Peak          | Spacewatch                  |
| 196924 –         | 2003 UX3            | 16 octombrie 2003 | Kitt Peak          | Spacewatch                  |
| 196925 –         | 2003 UF4            | 16 octombrie 2003 | Palomar            | NEAT                        |
| 196926           | 2003 UG5            | 18 octombrie 2003 | Wrightwood         | J. W. Young                 |
| 196927 –         | 2003 UQ6            | 18 octombrie 2003 | Palomar            | NEAT                        |
| 196928 –         | 2003 UB7            | 16 octombrie 2003 | Socorro            | LINEAR                      |
| 196929 –         | 2003 UF10           | 17 octombrie 2003 | Anderson Mesa      | LONEOS                      |
| 196930 –         | 2003 UA11           | 19 octombrie 2003 | Kitt Peak          | Spacewatch                  |
| 196931 –         | 2003 UF12           | 20 octombrie 2003 | Kitt Peak          | Spacewatch                  |
| 196932 –         | 2003 UV12           | 16 octombrie 2003 | Kitt Peak          | Spacewatch                  |
| 196933 –         | 2003 UY14           | 16 octombrie 2003 | Kitt Peak          | Spacewatch                  |
| 196934 –         | 2003 UD15           | 16 octombrie 2003 | Kitt Peak          | Spacewatch                  |
| 196935 –         | 2003 UH16           | 16 octombrie 2003 | Anderson Mesa      | LONEOS                      |
| 196936 –         | 2003 UL16           | 16 octombrie 2003 | Anderson Mesa      | LONEOS                      |
| 196937 –         | 2003 US16           | 16 octombrie 2003 | Palomar            | NEAT                        |
| 196938 Delgordon | 2003 UO20           | 22 octombrie 2003 | Junk Bond          | Junk Bond                   |
| 196939 –         | 2003 UB23           | 20 octombrie 2003 | Palomar            | NEAT                        |
| 196940 –         | 2003 UW23           | 22 octombrie 2003 | Kitt Peak          | Spacewatch                  |
| 196941 –         | 2003 UZ23           | 23 octombrie 2003 | Needville          | Needville                   |
| 196942 –         | 2003 UM24           | 23 octombrie 2003 | Socorro            | LINEAR                      |
| 196943 –         | 2003 UC28           | 23 octombrie 2003 | Anderson Mesa      | LONEOS                      |
| 196944 –         | 2003 UO28           | 19 octombrie 2003 | Kitt Peak          | Spacewatch                  |
| 196945 –         | 2003 UV29           | 26 octombrie 2003 | Ottmarsheim        | Ottmarsheim                 |
| 196946 –         | 2003 UX31           | 16 octombrie 2003 | Kitt Peak          | Spacewatch                  |
| 196947 –         | 2003 UT35           | 16 octombrie 2003 | Palomar            | NEAT                        |
| 196948 –         | 2003 US38           | 26 octombrie 2003 | Kleť               | Kleť                        |
| 196949 –         | 2003 UR40           | 16 octombrie 2003 | Anderson Mesa      | LONEOS                      |
| 196950 –         | 2003 UZ41           | 17 octombrie 2003 | Kitt Peak          | Spacewatch                  |
| 196951 –         | 2003 UO46           | 18 octombrie 2003 | Kitt Peak          | Spacewatch                  |
| 196952 –         | 2003 UX48           | 16 octombrie 2003 | Anderson Mesa      | LONEOS                      |
| 196953 –         | 2003 UJ50           | 17 octombrie 2003 | Kitt Peak          | Spacewatch                  |
| 196954 –         | 2003 UA52           | 18 octombrie 2003 | Palomar            | NEAT                        |
| 196955 –         | 2003 UQ52           | 18 octombrie 2003 | Palomar            | NEAT                        |
| 196956 –         | 2003 UR52           | 18 octombrie 2003 | Palomar            | NEAT                        |
| 196957 –         | 2003 UV52           | 18 octombrie 2003 | Palomar            | NEAT                        |
| 196958 –         | 2003 UK53           | 18 octombrie 2003 | Palomar            | NEAT                        |
| 196959 –         | 2003 UM53           | 18 octombrie 2003 | Palomar            | NEAT                        |
| 196960 –         | 2003 UA54           | 18 octombrie 2003 | Palomar            | NEAT                        |
| 196961 –         | 2003 UE54           | 18 octombrie 2003 | Palomar            | NEAT                        |
| 196962 –         | 2003 UR54           | 18 octombrie 2003 | Palomar            | NEAT                        |
| 196963 –         | 2003 UD56           | 19 octombrie 2003 | Goodricke-Pigott   | R. A. Tucker                |
| 196964 –         | 2003 UT56           | 23 octombrie 2003 | Anderson Mesa      | LONEOS                      |
| 196965 –         | 2003 UV56           | 23 octombrie 2003 | Kitt Peak          | Spacewatch                  |
| 196966 –         | 2003 UC57           | 24 octombrie 2003 | Socorro            | LINEAR                      |
| 196967 –         | 2003 UK57           | 27 octombrie 2003 | Kvistaberg         | Uppsala-DLR Asteroid Survey |
| 196968 –         | 2003 UR57           | 16 octombrie 2003 | Palomar            | NEAT                        |
| 196969 –         | 2003 UV58           | 16 octombrie 2003 | Kitt Peak          | Spacewatch                  |
| 196970 –         | 2003 UU59           | 17 octombrie 2003 | Anderson Mesa      | LONEOS                      |
| 196971 –         | 2003 UG61           | 16 octombrie 2003 | Palomar            | NEAT                        |
| 196972 –         | 2003 UO62           | 16 octombrie 2003 | Anderson Mesa      | LONEOS                      |
| 196973 –         | 2003 UP62           | 16 octombrie 2003 | Anderson Mesa      | LONEOS                      |
| 196974 –         | 2003 UC64           | 16 octombrie 2003 | Anderson Mesa      | LONEOS                      |
| 196975 –         | 2003 UU64           | 16 octombrie 2003 | Anderson Mesa      | LONEOS                      |
| 196976 –         | 2003 UA65           | 16 octombrie 2003 | Anderson Mesa      | LONEOS                      |
| 196977 –         | 2003 UN66           | 16 octombrie 2003 | Palomar            | NEAT                        |
| 196978 –         | 2003 UZ69           | 18 octombrie 2003 | Kitt Peak          | Spacewatch                  |
| 196979 –         | 2003 UN70           | 18 octombrie 2003 | Kitt Peak          | Spacewatch                  |
| 196980 –         | 2003 UC75           | 17 octombrie 2003 | Anderson Mesa      | LONEOS                      |
| 196981 –         | 2003 UV76           | 17 octombrie 2003 | Anderson Mesa      | LONEOS                      |
| 196982 –         | 2003 UC79           | 18 octombrie 2003 | Haleakala          | NEAT                        |
| 196983 –         | 2003 UH79           | 19 octombrie 2003 | Socorro            | LINEAR                      |
| 196984 –         | 2003 UQ79           | 19 octombrie 2003 | Kitt Peak          | Spacewatch                  |
| 196985 –         | 2003 UY79           | 18 octombrie 2003 | Goodricke-Pigott   | R. A. Tucker                |
| 196986 –         | 2003 UC80           | 17 octombrie 2003 | Goodricke-Pigott   | R. A. Tucker                |
| 196987 –         | 2003 UO81           | 16 octombrie 2003 | Haleakala          | NEAT                        |
| 196988 –         | 2003 UC82           | 18 octombrie 2003 | Haleakala          | NEAT                        |
| 196989 –         | 2003 UF83           | 16 octombrie 2003 | Haleakala          | NEAT                        |
| 196990 –         | 2003 UH83           | 17 octombrie 2003 | Anderson Mesa      | LONEOS                      |
| 196991 –         | 2003 UF84           | 18 octombrie 2003 | Kitt Peak          | Spacewatch                  |
| 196992 –         | 2003 US84           | 18 octombrie 2003 | Kitt Peak          | Spacewatch                  |
| 196993 –         | 2003 UJ85           | 18 octombrie 2003 | Kitt Peak          | Spacewatch                  |
| 196994 –         | 2003 UW85           | 18 octombrie 2003 | Palomar            | NEAT                        |
| 196995 –         | 2003 US87           | 19 octombrie 2003 | Anderson Mesa      | LONEOS                      |
| 196996 –         | 2003 UZ88           | 19 octombrie 2003 | Anderson Mesa      | LONEOS                      |
| 196997 –         | 2003 UA90           | 20 octombrie 2003 | Kitt Peak          | Spacewatch                  |
| 196998 –         | 2003 UV93           | 18 octombrie 2003 | Kitt Peak          | Spacewatch                  |
| 196999 –         | 2003 UH94           | 18 octombrie 2003 | Kitt Peak          | Spacewatch                  |
| 197000 –         | 2003 UE96           | 18 octombrie 2003 | Kitt Peak          | Spacewatch                  |

| Predecesor: 195001–196000 | Lista planetelor minore 196001–197000 Semnificații ale numelor: 196001–197000 | Succesor: 197001–198000 |